# حبك
الحَبْك أو الحِباكة أو شغل الإبرة (بالإنجليزية: Knitting)‏ وتعرف باسمها الفرنسي تريكو (بالفرنسية: Tricot)‏. وهي طريقة لشبك الخيوط وتحويلها إلى قماش. والقماش المحبوك يتألف من عدد من صفوف الحلقات المتتالية وتسمى غرزًا، ومع تقدم الصف أثناء الحبك تسحب حلقة جديدة عبر الحلقات القديمة. وتكون الغرز النشطة محتجزة بواسطة الإبر حتى تتمكن الغرزة التالية من المرور عبر هذه الغرزة، وهذه العملية في النهاية تنتج القماش الذي يستخدم غالباً للبطانيات والملابس.
تنجز الحباكة باليد أو بواسطة آلة، وتوجد العديد من الأساليب والطرق في الحباكة اليدوية. يمكن استخدام أنواع مختلفة من الخيوط والإبر لتحقيق تنوع في المواد المحبوكة، وهذه الأدوات تعطي القطعة النهائية لوناً مختلفًا وسطحًا ووزنًا ومتانة. ومن العوامل الأخرى التي تؤثر على النتيجة النهائية شكل الإبرة، والسماكة والمطيلية والألياف المكونة للخيوط وتضخيم الخيوط وبرومها.
يتكون القماش المنسوج من تشابك مجموعتين من الخيوط بشكل متعامد تمامًا، بينما يتكون القماش المحبوك من عنصر أساسي هو الغرزة. والغرزة هي حلقة من الخيط تتماسك نتيجة تداخلها مع الحلقات الأخرى. وهذه البنية الخاصة للقماش المحبوك تعطي الأقمشة المحبوكة مرونة عالية، ودائمًا تحاول العودة إلى الوضع الأكثر استقرارًا، وهو الوضع الدائري للغرزة. وجدت الأقمشة المحبوكة تطبيقات كثيرة في العديد من المجالات كالألبسة الداخلية التقليدية، والألبسة الرياضية، والعديد من الألبسة النسائية بحيث غدت السمة العامة للألبسة النسائية الرسمية مصنوعة بالحباكة بدلاً من النسج.

## بنية الأقمشة المحبوكة

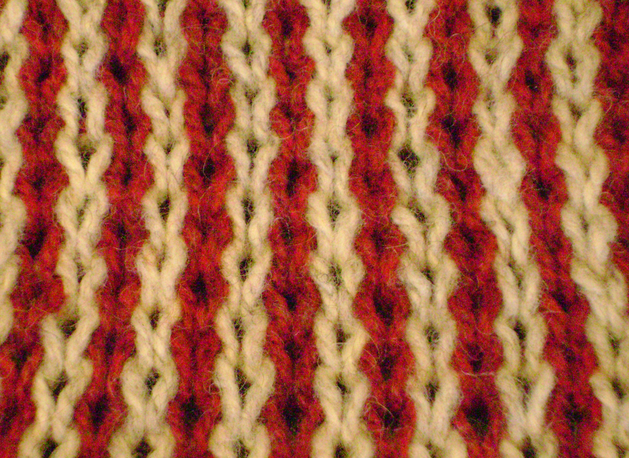
تناوب أعمدة الحياكة بين الغرز الأمامية الحمراء والصفراء، وكل غرزة في العمود معلقة بغرزة تعلوها.

### الصفوف والأعمدة

بنية حوك اللحمة حيث يتضح كيفية تشابك غرز الخيوط عرضانيًا، ويظهر صف الحياكة باللون الأحمر

كما في عملية النسج، الحياكة هي تقنية لإنتاج قماش ثنائي الأبعاد مصنوع من خيوط أحادية البعد. في القماش المنسوج تكون الخيوط مستقيمة ومتوازية دائمًا إما طوليًا وتسمى خيوط السدى أو عرضيًا وتسمى خيوط اللحمة. وعلى العكس من ذلك، يتبع الخيط في الأقمشة المحيكة طريقًا متعرجًا لتشكيل حلقات متناظرة وتكون الغرزة متناظرة فوق وتحت متوسط مسار الخيط. ويمكن أن تمتط الحلقات المتعرجة الفراغية بسهولة في الاتجاهات المختلفة معطية الأقمشة المحيكة مرونة أكبر بكثير من الأقمشة المنسوجة. ويمكن للملابس من الأقمشة المحيكة أن تمتط بمقدار 500% وفقًا للخيط ونموذج الحياكة المستخدمين، ولهذا السبب طورت الحياكة للملابس التي يجب أن تكون مرنة وتمتط استجابة لحركات من يلبسها، مثل الجوارب والملابس الداخلية. وعلى سبيل المقارنة، تمتط الملابس المنسوجة أساسًا باتجاه قطري بين خيوط السدى واللحمة وتنكمش بالاتجاه القطري الآخر (تمتط وتنكمش باتجاه Bias)، وهي ليست مرنة جدًا ما لم تكن منسوجة من مادة قابلة للامتطاط مثل مادة إسباندكس. والملابس المحيكة أكثر ملاءمة للجسم من الملابس المنسوجة حيث تتيح لها مرونتها احتواء خطوط الجسم على نحو وثيق. وعلى النقيض من ذلك، يمكن إدخال انحناءات إلى معظم الملابس المنسوجة فقط بخياطة أجزاء من القطعة المنسوجة، والبنسات (ثنية مخيطة في القماش) (بالإنجليزية: dart)‏ والإيفازيه (بالإنجليزية: Flare)‏ (بالفرنسية: Evasée)‏ والجونطة (بالإنجليزية: gusset)‏ وجيب الإيفازيه (بالإنجليزية: gore)‏ التي تقلل من مرونة الأقمشة المنسوجة أكثر فأكثر. في حين يمكن إدخال انحناءات إضافية إلى الأقمشة المحيكة بدون خياطة كما هو الحال في كعب الجورب، وتأثيرات البنسات والإيفازيه بصفوف قصيرة أو بزيادة أو إنقاص عدد الغرز. والخيط المستخدم في النسج يكون أرفع عادًة من الخيط المستخدم في الحياكة الذي يمكن أن يعطي القماش المحيك حجمًا أكبر وانسدالية أقل من القماش المنسوج.
إذا لم تثبت الغرزة فإن الحلقات في الأعمدة المحيكة سوف تُحل عندما يسحب الخيط المكون لها، يعرف هذا باسم اقتلاع أو لغي الحياكة أو التخفيف أو الكر (وبسبب الكر، يصدر صوت، هذا الصوت يشبه صوت نقيق الضفدع). ولتثبيت الغرزة يجب إمرار حلقة واحدة جديدة على الأقل من خلال الغرزة القديمة. ومع أن الغرزة الجديدة غير مثبتة بحد ذاتها (فعالة أو نشطة) فإنها تثبت الغرز المارة من خلالها. وتسمى سلسلة الغرز بحيث كل غرزة تُعلق بالغرزة السابقة بعمود الحياكة، 
ولتثبيت الغرز الأولية للأقمشة المحيكة، تستخدم طريقة تعاقب للغرز الجديدة، ولتثبيت الغرز النهائية في الصف تستخدم طريقة تغطية الأحرف [الإنجليزية]. وأثناء الحياكة تثبت القطب النشطة ميكانيكيًا باستخدام خطافات خاصة (في آلات الحياكة) أو باستخدام إبرة الحياكة في الحياكة اليدوية.

بنية حوك السدى حيث يتضح كيفية تشابك غرز الخيوط طولانيًا، ويظهر عمود الحياكة باللون الأحمر

### حوك السدى واللحمة

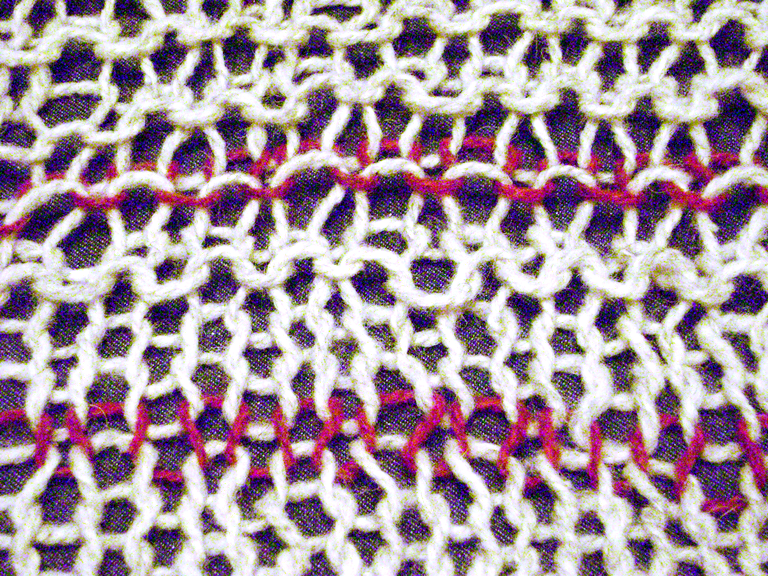
صفين من الخيوط الحمراء، تمثل نوعين من الغرز الأساسية، الصف العلوي غرز خلفية، والصف السفلي غرز أمامية

هناك نوعان رئيسيان من الحياكة: حياكة السدى وحياكة اللحمة.
في حياكة اللحمة الأشيع، تتعامد الصفوف مع أعمدة الخيط. في حياكة السدى تكون الصفوف والأعمدة متوازية تقريبًا. يمكن إنتاج كامل القماش في حياكة اللحمة من خيط مفرد بإضافة الغرز إلى كل صف بدوره، في حين أنه في حياكة السدى نحتاج إلى خيط لكل صف على حدة. ولأن القماش المحيك يحتوي عادة على مئات من الأعمدة، فإن حياكة السدى تنجز باستخدام الآلة في حين يمكن أن تنجز حياكة اللحمة يدويًا أو آليًا.
إن بنية حوك اللحمة يمكن أن تُنسل بسحب طرف خيط مقطوع في إحدى الغرز. تسمى عملية العودة للوراء من القماش المحوك إلى الخيط بالتنسيل. في أقمشة حياكة السدى مثل التريكو والميلانيز (بالإنجليزية: milanese)‏ تقاوم الخيوط عملية التنسيل ولذلك تستخدم في ملابس النساء الداخلية.
في حياكة السدى يتصف هذا النوع من الحياكة بأن كل الخيوط تتشابك طوليًا مع بعضها في اتجاه إنتاج القماش. ويمكن أيضًا حوك الأقمشة المحيكة من اللحمة من خيوط متعددة، لإنتاج نماذج من الألوان الرائعة. النهج الأشيع هو الإنتراسيا والعمل الملون المجدول. في الإنتراسيا، تستعمل الخيوط في مناطق عزل جيد هذا يعني تفاحة حمراء في حقل من اللون الأخضر، وتبقى الخيوط في هذه الحالة منفصلة المسلك ويحاك خيط خيط واحد فقط. في الأنظمة الأعقد، يتناوب خيطان أو أكثر بشكل متكرر في صف واحد ويجب أن تكون جميع الخيوط محمولة على طول الصف، كما يبدو في السترات الملونة جزيرة فير (حياكة) [الإنجليزية].
تنتج الحياكة المزودجة [الإنجليزية] قماشين محيكين منفصلين معًا (مثلا حياكة جوربين). على أي حال يدمج القماشين المنتجين في قماش واحد، وهذا يعطي دفئًا أكبر وانسدالية ممتازة.

### غرز الوجه والظهر

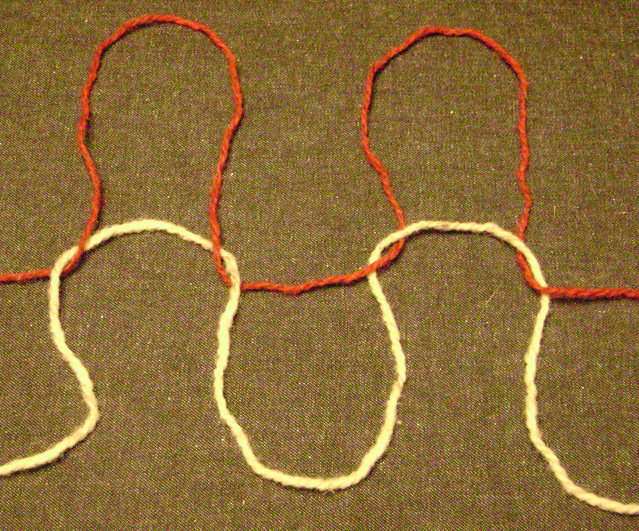
تمثيل بسيط للغرز الأمامية، والغرز الخلفية، حيث تعبر الخيوط الحمراء من أسفل الغرز الصفراء باتجاه الأمام في غرز الوجه ومن أسقل الغرز الصفراء باتجاه الخلف في غرز الظهر.

لتثبيت غرزة سابقة في العمود، تمر الغرزة التالية من خلال الحلقة السابقة إما تحت أو فوق هذه الحلقة.
إذا كانت الغرزة في الأمام، فهي ترمز لغرزة حياكة الوجه، وإذا كانت في الخلف، فهي ترمز لغرزة حياكة الظهر أو القفا، كلا الغرزتين مرتبطتين بطريقة النظر، تظهر غرزة الوجه عند النظر من الجانب الأول وتظهر غرزة الظهر أو القفا عند النظر من الجانب الآخر.
يعطي هذين النوعين من الغرز تأثير رؤية مختلف، تبدو غرز حياكة الوجه وكأنها "V" مكدسة رأسيًا، في حين تبدو غرز حياكة الظهر خط أفقي متموج عبر القماش.
تنشأ نماذج ورسومات في الأقمشة المحيكة باستخدام غرز الوجه والظهر كما في ال«بكسل»، وإعتمادًا على نعومة/ شد الحياكة [الإنجليزية]، يمكن أن تكون الغرز المستقلة أو الصفوف من الغرز أطول عن طريق سحب كمية أكبر من الخيط المشكل للحلقة الجديدة (غرزة طولانية [الإنجليزية])، والتي هي أساس لنعومة الحياكة، ويمكن أن يتناوب صف بالغرز الطويلة مع صف أو أكثر من الغرز القصيرة لتأثير مرئي مميز، ويمكن أن تتناوب الغرز الطويلة والقصيرة في الصف، مشكلًة نموذج فم السمكة.
تشكل غرز الوجه أو الظهر في أبسط الأقمشة المحيكة ما يسمى غرز غارتر(بالإنجليزية: garter)‏، يؤدي تبادل الصفوف من غرز الوجه أو الظهر إلى نموذج غرز شتوكينت (بالإنجليزية: stockinette)‏ أو غرز الجورب. التبادل بالخطوط العمودية (الريب [الإنجليزية]) عن طريق تناوب الأعمدة العمودية للغرز في الوجه أو الظهر كإختيار شائع الريب (2*2)، في حالة عمودين من غرز الوجه متبوعة بعمودين من غرز الظهر أو القفا....إلخ. وبالخطوط الأفقية (الصفوف [الإنجليزية]) ممكنة أيضًا، عن طريق تناوب الصفوف من غرز الوجه والظهر، في نماذج رقعة الشطرنج تتناوب الغرز بين الوجه والظهر في كل عمود وعلى طول كل صف.
يختلف عدد الخيوط في غرز الوجه والظهر وهو غير متشابه، مثل قطب الجورب، ولها ميل للتجعد. وعلى النقيض، تكون هذه الغرز الخلفية والأمامية مرتبة بشكل متناظر (كما في الريب، غرز غارتر(بالإنجليزية: garter)‏ وتميل إلى الإستواء الكاذب والإنثناء الجيد، تميل الأعمدة من غرز الظهر للخلف، بينما تميل غرز الوجه لتبدو في الأمام. وعلى العكس، الصفوف من غرز الظهر تميل لتشكل نقشة قمم مرتبطة بصف غرز الوجه، وهذا هو أساس حياكة الظل [الإنجليزية]، حيث يتغير مظهر الأقمشة المحيكة عندما ينظر إليها من إتجاهات مختلفة.
تمر الغرزة الجديدة من خلال الحلقة غير المثبتة النشطة، وهكذا تحدث الإطالة للعمود فقط من غرزة واحدة، يمكن أن تمر الغرزة الجديدة من خلال غرزة مثبتة أسفل الخيط، أوحتى بين الغرز المثبتة (غرزة بينية [الإنجليزية]).
بالاعتماد على المسافة بين سحب الحلقة من خلال الخيط وبين حياكته، تعطي الغرز البينية غرز رقيقة أو خطوط طويلة عبر سطح القماش، هذا يعني المستويات السفلى من وردة. 

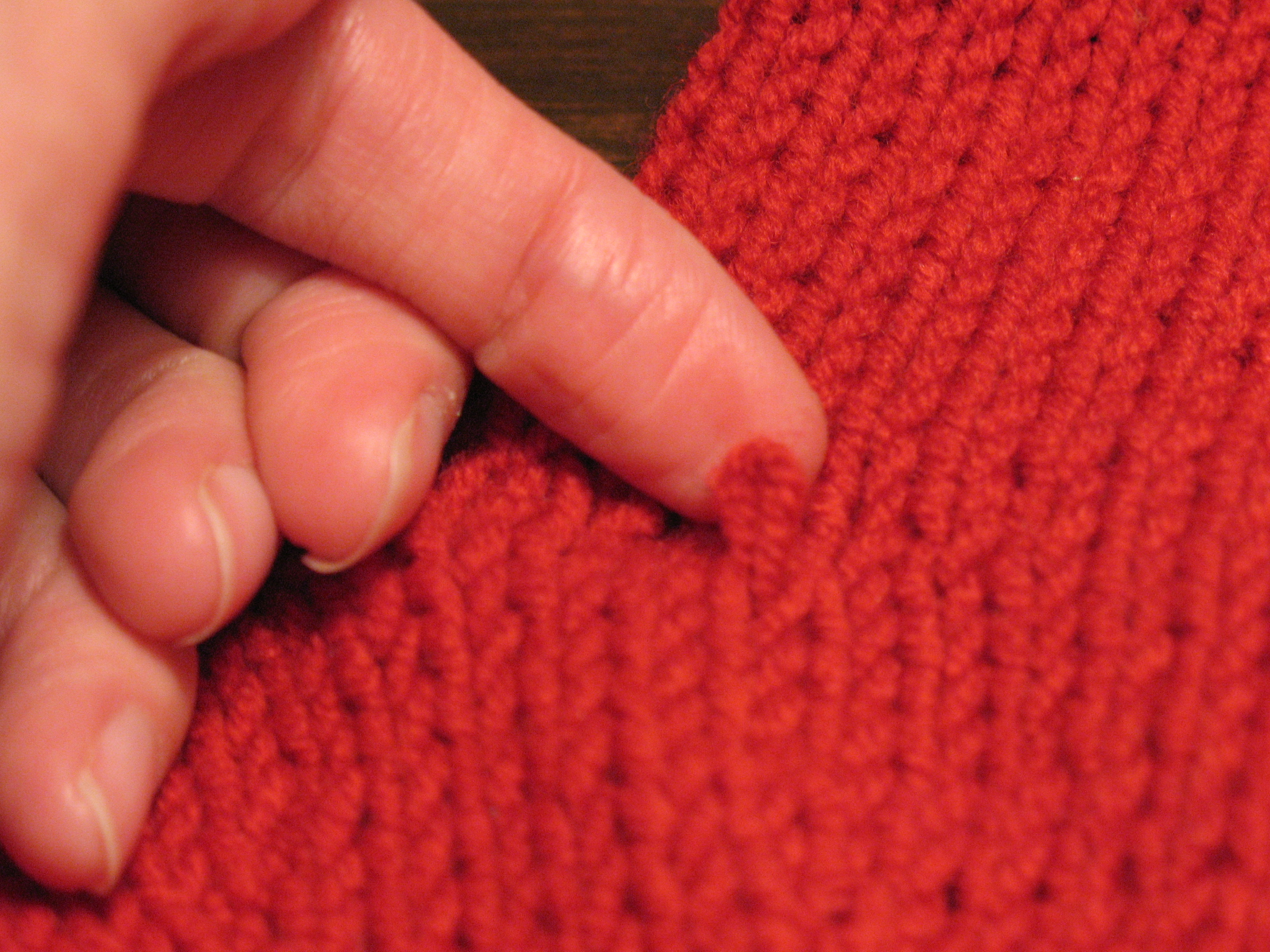
غرزة حرة، أو غرزة منسية، هو خطأ شائع ينتج غرزة حرة، يجب تثبيتها

تمر الحلقة الجديدة ضمن غرزتين في الصف الحالي، وهذا يعطي غرز مجمعة متداخلة [الإنجليزية]، ويستخدم هذا التقريب غالبًا لإنتاج تأثيرات ضبابية في القماش، تمر الحلقة الجديدة أيضًا من خلال غرزتين أو أكثر مما سبق، وتؤدي إلى إنقاص وتداخل الصفوف مع بعضها.
لا يجب دمج الغرز ضمن نفس الصف، على سبيل المثال النصف غرزة يمكن أن تشكل عن طريق غرز الوجه مع بعضها من صفين مختلفين.
ليس من الضروري حياكة كل غرزة في الصف، تبقى بعض الغرز بدون حياكة وتحاك من ضمن الصف اللاحق، وهذا ما يسمى زلق غرزة [الإنجليزية] محاكة.
الغرزة المنزلقة [الإنجليزية] أطول من التي تحاك طبيعيًا، الغرز المنزلقة [الإنجليزية] من صف واحد قبل الحياكة سوف تكون تقريبًا أطول مرتين من حياكة نظرائها من الغرز، وهذا ينتج مؤثرات مرئية جميلة، تسحب الغرزة المنزلقة الغرز المجاورة لها مما يجعل القماش الناتج أكثر قساوة وأقل قدرة على التشوه.
تلعب الغرزة المنزلقة المحاكة دورًا مهمًا في حياكة الموزيك، وهي تقنية مهمة في نماذج الحياكة اليدوية للأقمشة، تميل حياكة أقمشة الموزيك للصلابة أكثر من نماذج الأقمشة المنتجة بالطرق الأخرى كتقنية فيرإيسي (بالإنجليزية: Fair Isle [الإنجليزية])‏.
في بعض الحالات، تترك الغرزة عمدًا دون تثبيت مع الغرز الجديدة ويسمح عمودها بفكها، وهذا يعرف ب سقوط غرزة الحياكة [الإنجليزية]، وينتج نسل عمودي يمكن رؤيته كثقب من خلال القماش في مكان الغرزة.

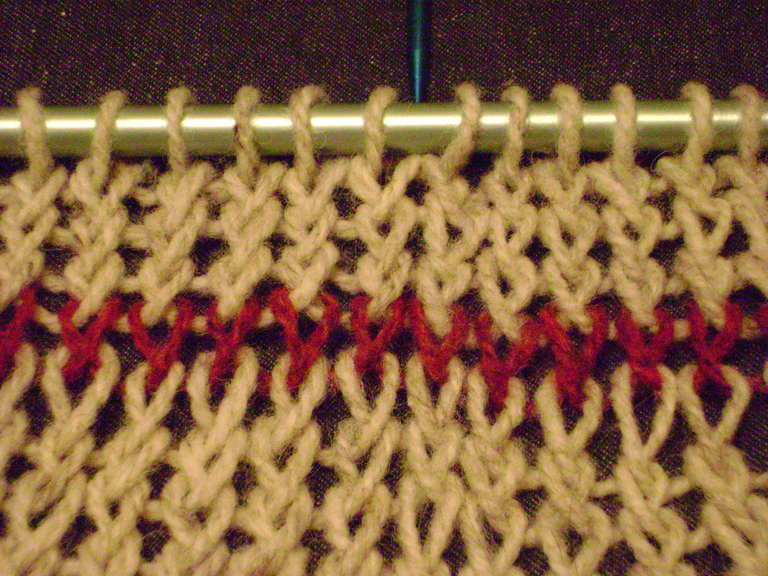
غرز بجدل يمين ويسار

### جدل الغرز يمين أو يسار

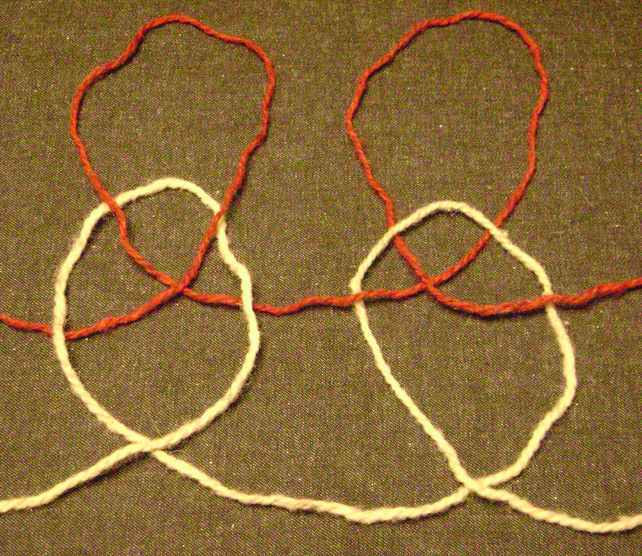
يمكن إعطاء عدد من اللفات ضمن الحدود للغرز الجديدة في الوجه والظهر، لليمين أواليسار على التوالي.

يتم جدل الغرز في الوجه أو الظهر مرة لكل غرزة، وأحيانًا مرتين و (نادرًا جدًا) ثلاث مرات.
عندما ننظر من الأعلى، يمكن أن يكون الجدل باتجاه عقارب الساعة (خيط اليمين فوق خيط اليسار) أو عكس عقارب الساعة (خيط اليسار فوق خيط اليمين) ويرمز له كجدل غرز يمين - يسار، تُنتج حياكة اليد على التوالي غرز جدل اليمين للوجه أو الظهر من خلال حلقات الظهر، أي تمرير الإبرة من خلال غرزة أولية بطريقة غير عادية، ولكن بالتفاف الخيط كالمعتاد. على النقيض من ذلك، يتم تشكيل غرز جدل اليسار بواسطة حياكة اليد بالتفاف الخيط بالطريقة المعاكسة، وبدون أي تغيير في حركة الإبرة، غرز جدل اليمين أو اليسار متكافئة وظيفياً.
يعطي كلا النوعين من جدل الغرز الدقة والمظهر المثير للاهتمام، وميل لسحب القماش للداخل، مما يجعله أكثر صلابة، جدل الغرز طريقة شائعة لحياكة أشكال المجوهوات من الأسلاك المعدنية الدقيقة.

### الحواف والوصل في القماش

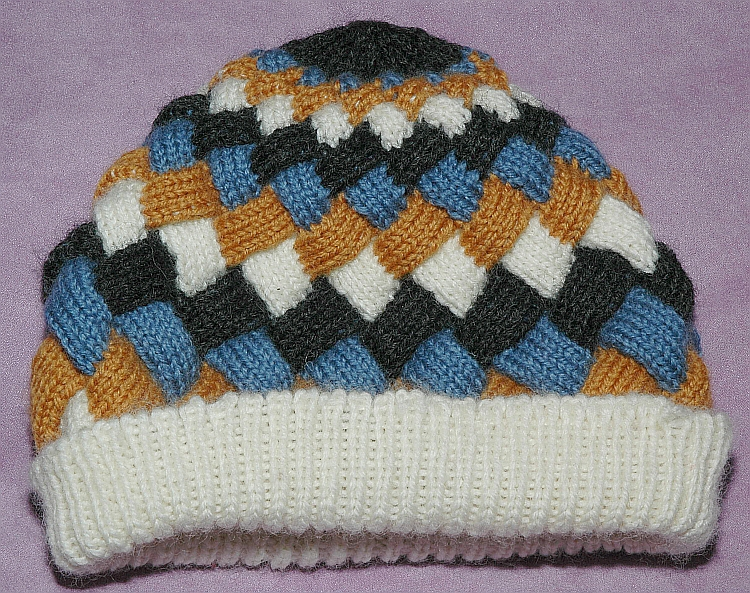
صفوف الحياكة الزرقاء والبيضاء موازية لبعضها البعض ومتعامدة مع صفوف الحياكة الصفراء والسوداء وتمثل حياكة السلال

تسمى العمليات النهائية للحواف في القماش المحيك الضم والإنهاء للحواف، تعرف الحواف الجانبية بالحواشي: الكلمة مستمدة من «حواف ذاتية»، أي الغرز ليست بحاجة لأن تثبت بأي شيء آخر، وطُورت أنواع عديدة من الحواشي بخواص مرونة وزينة مختلفة.
تظهر الحواف الرأسية والأفقية في الأقمشة المحيكة من أجل ثقوب الأزرار أو حياكة الأقمشة من جانبي الحواف العمودية بشكل منفصل.
يمكن أن يوصل نوعين من الأقمشة المحيكة بطريقة الوصل [الإنجليزية]، الأكثر شيوعًا غرز كيتشينر(بالإنجليزية: Kitchener)‏.
تبدأ الأعمدة الجديدة من أي حافة في القماش المحيك، وتسمى غرز الالتقاط وهي أساس حياكة الإنترلوك(بالإنجليزية: Entrelac)‏، حيث تظهر الأعمدة بشكل عمودي على بعضها البعض في نمط حياكة رقع الشطرنج.

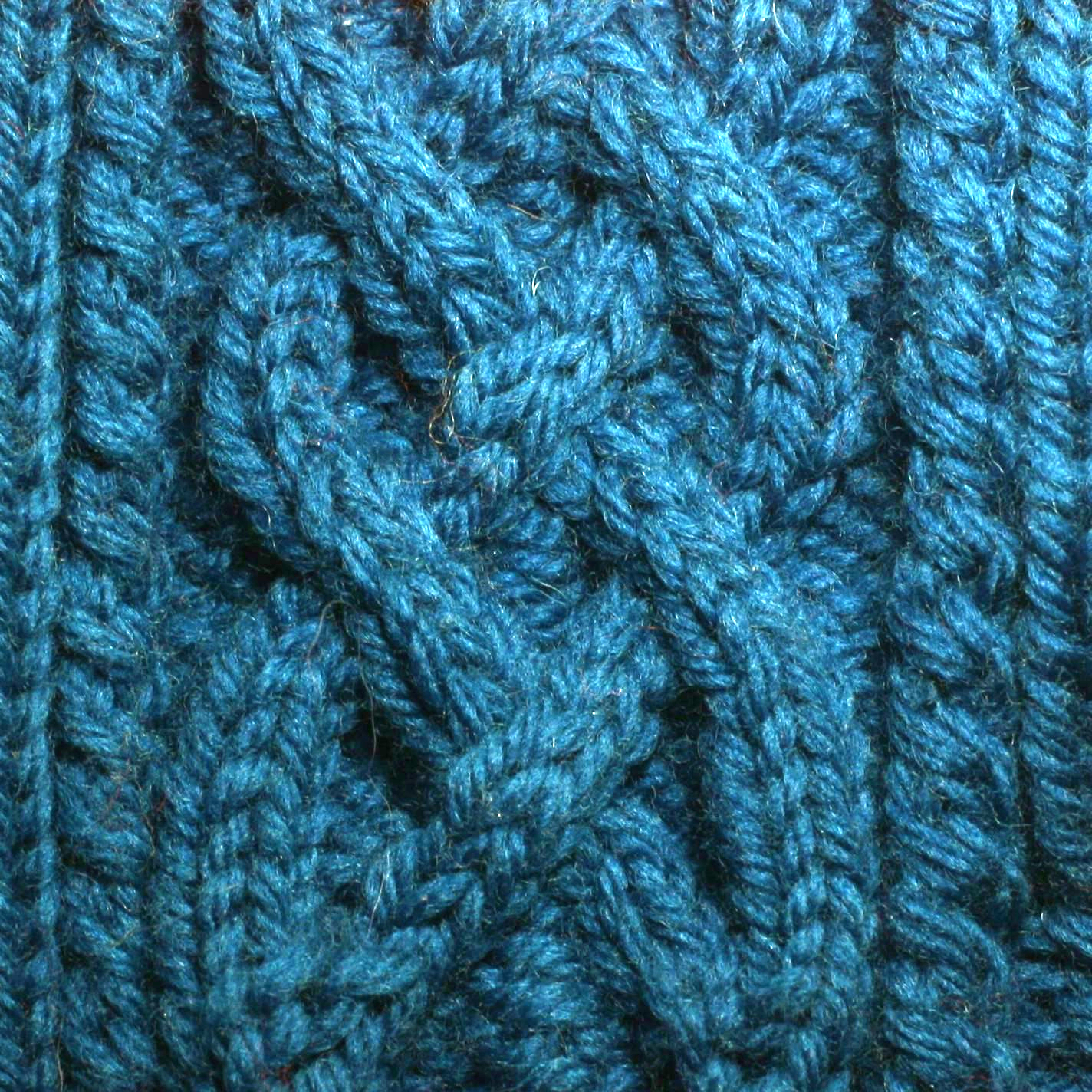
حياكة الشرائط حيث تظهر أربع شرائط ضمن القطعة الميحكة

### الشرائط، تعاظم الحياكة، والدانتيل
تحاك الغرز عادةً بنفس الترتيب في كل صف، وتكون أعمدة الخيوط متوازية وعمودية على الصفوف وباتجاه إنتاج القماش، وقد يختلف ذلك لأنه يمكن تبديل ترتيب حياكة الغرز بحيث تعبر الأعمدة فوق بعضها البعض، وتُشكل نمط شريط.
تميل زخرفة الشرائط إلى سحب القماش ما يجعله أكثر كثافة وأقل مرونة. كما في الكنزات الصوفية آران (بالإنجليزية: Aran [الإنجليزية])‏ وهي شكل شائع من زخرفة الشرائط.

يمكن القيام بتصاميم جديدة معقدة في حياكة الشرائط [الإنجليزية]، ويجب أن تتحرك الأعمدة في هذه الشرائط باتجاه الأعلى ومن المستحيل حركة خيوط الأعمدة إلى الأسفل ثم إلى الأعلى. وطورت طرق لإعطاء صورة خادعة من العمود الدائري، مثلما يظهر في عقدة سلتيك (بالإنجليزية: Celtic knot)‏ ولكنها طريقة ليست دقيقة. ومع ذلك، تنجز الأعمدة الدائرية باستخدام الرتق السويسرية، وهو شكل من أشكال التطريز، أو بحياكة قناة منفصلة وإرفاقها إلى القماش المحيك. 

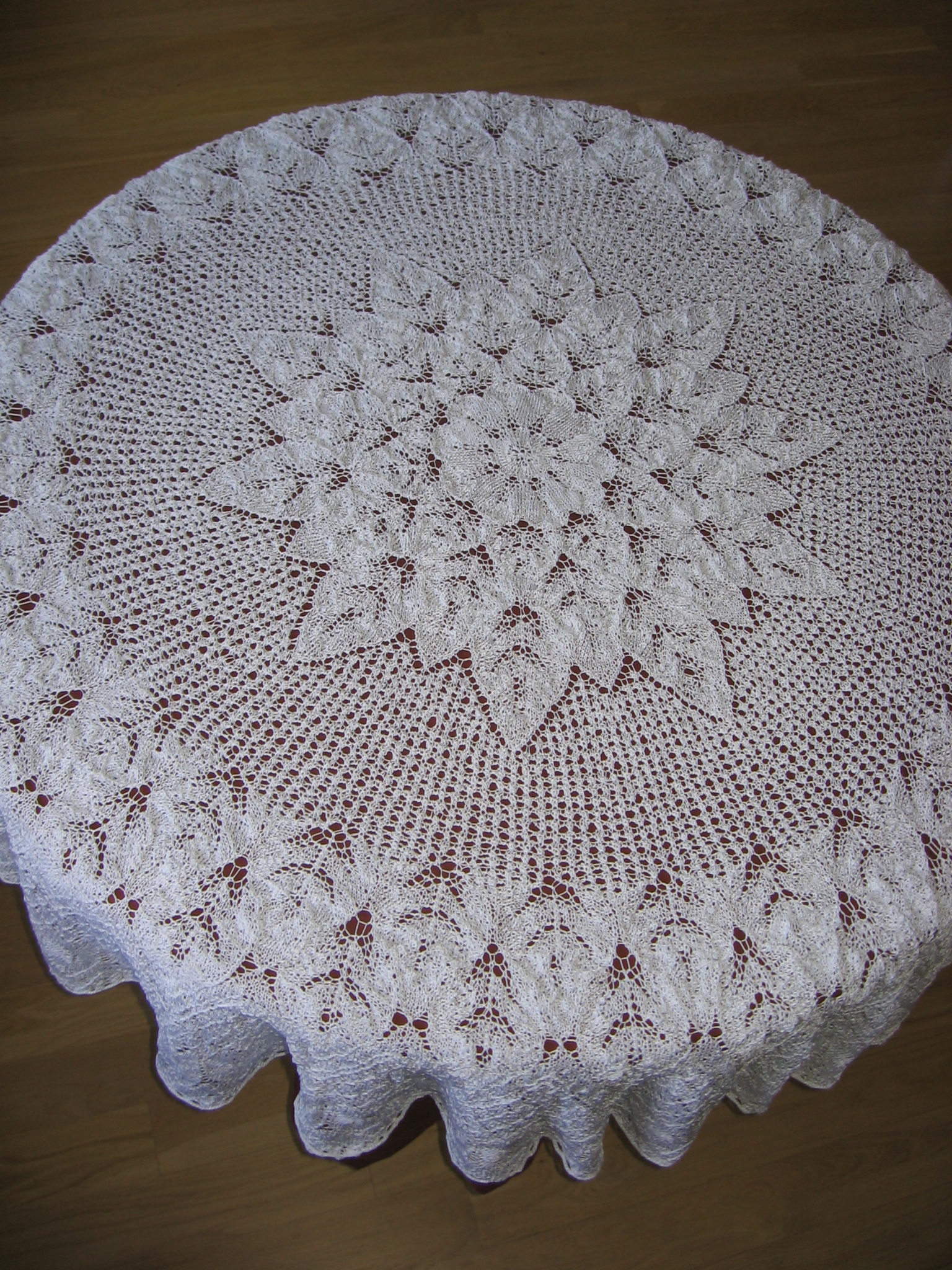
تشكيل فجوات صغيرة ومستقرة ضمن القماش في حياكة الدانتيل.

العمود يمكن أن ينقسم إلى عمودين أو عدة أعمدة باستخدام تعاظم الحياكة، وتتضمن مرور الخيط اعتمادًا على طريقة الزيادة الأكثر شيوعًا، غالبًا ما يكون هناك فجوة في القماش عند نقطة الزيادة. ويستخدم هذا التأثير الكبير في حياكة الدانتيل [الإنجليزية]، والتي تعتمد على صنع الأنماط والصور باستخدام هذه الفجوات، أكثر من الغرز بحد ذاتها.
تجعل الفتحات الكبيرة والعديدة حياكة الدانتيل [الإنجليزية] مرنة جدًا، مثلًا في جزيرة شيتلاند (بالإنجليزية: جزر شتلاند)‏ «حفلات الزفاف» الأوشحة تكون ناعمة جدًا بحيث يمكن مرورها من خلال خاتم الزفاف.
يصبح اتجاه ميل عمود الحياكة بعيداً عن الشاقول، من خلال المزج بين الزيادة والنقصان، حتى في حياكة اللحمة، وهذا هو الأساس لانحراف الحياكة [الإنجليزية]، ويمكن استخدامها لتأثيرات جديدة، على غرار اتجاه ضربة الفرشاة في الرسم الزيتي.

### التزيين والإضافات
يضاف التطريز للحياكة في نقاط مختلفة لتحسين مظهرها وصورة القماش عند ارتدائه، وتشمل الأمثلة أنواع مختلفة من الكرات [الإنجليزية] والترترة والخرز... كما يمكن استخلاصها من الحلقات الطويلة والمثبتة لتشكيل «التجعد» في بنية القماش، هذا معروف باسم حلقة الحياكة [الإنجليزية].
تُجرى أنماط إضافية على سطح القماش المحيك باستخدام التطريز، إذا كان التطريز يشبه الحياكة، يطلق عليه في كثير من الأحيان الرقع السويسري. تنتهي مختلف الملابس الجاهزة بعمليات نهائية مثل إضافة الأزرار، وتحبك العراوي في الملابس بدلاً من القص.
وتحاك قطع الزينة بشكل منفصل ومن ثم يتم ربطها بالتطبيق، ويمكن أن تحاك ألوان مختلفة من الأوراق والبتلات من الزهور بشكل منفصل وتعلق لتشكيل الصورة النهائية .
تصممم شرائط محيكة على القماش المحيك بشكل منفصل لتشكيل عقدة سلتيك وأنماط أخرى من الصعب حياكتها.
يمكن أن تعمل الخيوط غير المحيكة في أقمشة الحياكة للدفء، كما هو الحال في قص الوبرة و«النسيج» (المعروف أيضاً باسم «الخصل»).

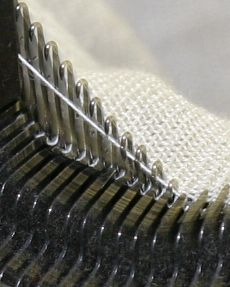
آلة حياكة حديثة في أثناء عملية حوك اللحمة.

## الأنواع

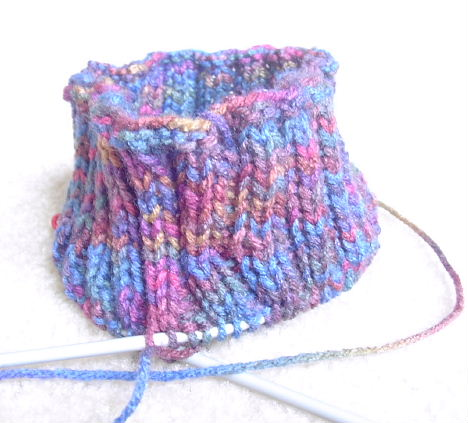
حياكة دائرية بالإبر الدائرية.

### الحياكة المسطحة والحياكة الدائرية
الحياكة الدائرية [الإنجليزية] (وتسمى أيضا “الحياكة عن طريق الدوارن “) وهي من أشكال الحياكة التي تستخدم لإنشاء أنبوب غير ملحوم، حيث تعمل آلة الحياكة بالدوران (ما يعادل الصفوف في الحياكة المسطحة [الإنجليزية]) اللولبي المستمر .

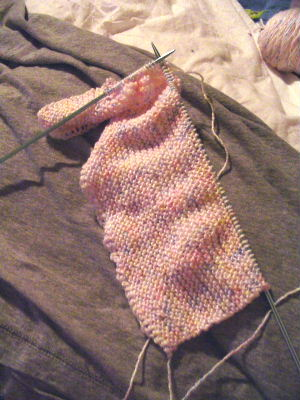
الحياكة المسطحة، الحلقات على الإبرة المعدنية هي الغرز النشطة، والخيط القادم للحوك هو الخيط الفعال.

تنجز الحياكة الدائرية [الإنجليزية] باستخدام مجموعة من أربعة أو خمسة إبر حياكة مزدوجة مدببة. تم اختراع الإبر الدائرية، الإبرة الدائرية تشبه اثنتين من إبر حياكة القصيرة متصلة ببعضها بواسطة شريط بينهما.
تستخدم الحياكة المسطحة [الإنجليزية] في أبسط أشكالها لتشكيل قطعة مستطيلة السطح من القماش. 
وذلك مع اثنتين من إبر الحياكة المستقيمة التي تعمل في الصفوف، وبخطوط أفقية من الغرز. وتستخدم إبرة الحياكة الدائرية لصنع قطعة حياكة مسطحة [الإنجليزية] كبيرة جدًا بالنسبة لإبر التريكو العادية، كلباس الأفغان والبطانيات.
يستفاد من الحياكة الدائرية [الإنجليزية] لإنشاء القطع التي تكون دائرية أو على شكل أسطواني، مثل القبعات والجوارب والقفازات والأكمام. وتستخدم حياكة التريكو لحياكة القطع المسطحة مثل الأوشحة والبطانيات والأفغان، ووجه وداخل سترة /البلوفرات.
هناك أيضًا منتجات مشابهة من الحياكة بالإصبع بدلاً من الإبر، وتستخدم الأصابع لإنتاج أنبوب من القماش المحيك.

### أعمال التلبيد
التلبيد هو مصطلح لحياكة يدوية لملء قطعة نسيج أرضية، وهي تقنية لضم ألياف الصوف المحيكة أو المنسوجة (فقط ألياف الحيوانات يمكن أن يتم الملء بها، الأكريليك أو الأليافالتي لايمكن غسلها بالآلة ويمكن تلبيدها).
يتم وضع المنتج النهائي في حمام ساخن حيث تهتاج ألياف الخيط حتى تبدأ بالانكماش، وبما أن الوجبة في الحمام الساخن، فمن المهم التحقق من تقدم العمل ومراقبة الخيوط، واعتمادًا على حجم العمل، بعض الخيوط تتلبد أسرع من الأخرى، والنتيجة النهائية عادًة تخفض الأبعاد، الحقائب والقفازات والسترات والجوارب والنعال والقبعات ليست سوى عدد قليل من الأدوات التي يمكن تلبيدها.

### إبرة التلبيد
إبرة التلبيد هي أداة تستخدم لإضافة التطريز إلى القطعة المحيكة أو الملبدة، حيث يتم نقل الخامة وتطبيقها باستخدام إبرة مدببة حادة جدًا بواسطة الثقب مرارًا والنقل إلى الخلفية أيضًا،  وبمجرد غسلها في الماء الساخن، تنصهر زخرفة القطعة مع الخلفية.
يمكن أن تقص حياكة التلبيد بالمقص بدون قلق حول التنسيل، والتلبيد وسيلة جيدة تستخدم عند محاولة إعطاء الهيكل مرونة للأقمشة المحيكة الضعيفة.

## التاريخ والثقافة
المقال الرئيسي : تاريخ الحياكة [الإنجليزية]
الكلمة مشتقة من كلمة عقدة وفي نهاية المطاف من الإنجليزية القديمة (بالإنجليزية: cnyttan)‏، ليعقد.
(بالدنماركية: Nålebinding [الإنجليزية]) أي «الربط بالإبر» أو «الربط الإبري» وهي تقنية لتشكيل الخيط سبقت كلًا من السنكل والكروشيت (بالإنجليزية: كروشيه)‏. 

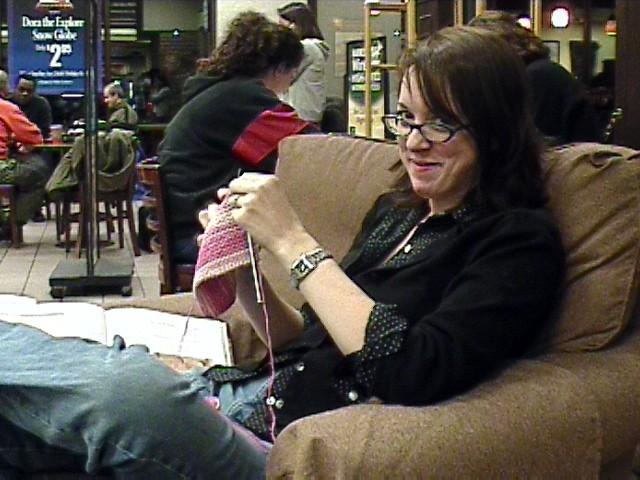
تقوم المرأة بالحوك في مكان احتساء القهوة، تتم الحياكة غالباً في مجموعات مع حائكين آخرين، على الرغم من أن الحياكة ذات سمعة أنها عادة فردية، وبالتالي أصبحت نشاط اجتماعي أكثر فأكثر، نقابات الحياكة ومجموعات الحياكة وأندية الحياكة أصبحت شعبية جداً

وقيل كانت نماذج جوارب القطن واحدة من أهم الأمثلة المعروفة للحياكة الحقيقة بلون قياسي والتي وجدت في مصر بنهاية الألفية الأولى بعد الميلاد. في الأصل الحياكة مهنة الذكور فقط، وقد بدأت أول نقابة تجارية للحياكة في باريس في 1527.
مع اختراع آلة الحياكة [الإنجليزية]، أصبحت الحياكة «باليد» حرفة يستخدمها الناس في البلاد مع سهولة الوصول إلى الألياف، مماثلة لخياطة اللحف، والغزل، والتطريز، وأصبحت الحياكة نشاط ترفيهي للأثرياء.
واستعملت الحياكة اليدوية داخل وخارج مجال الموضة عدة مرات في القرنين الماضيين، وأصبحت نهضة عند منعطف القرن 21، وفقاً لمجموعة الصناعة الحرفية ومجلس الخيوط في أمريكا، وزيادة عدد النساء اللواتي يحكن في الولايات المتحدة في سن 25-35 ب 150 ٪ في العامين بين 2002 و 2004. أحدث تجسيد هو بنسبة قليلة عن«عمل وإصلاح» في عام 1940 وفي وقت مبكر من عام 1950 حول إصدار بيان عن الخصخصة وكذلك تطوير الشعور في المجتمع بأهمية الحياكة.
خلال عام 1940، ارتفعت شعبية الحياكة الإنجليزية [الإنجليزية] في حين انخفضت شعبية الحياكة في باقي القارات، ويرجع ذلك إلى حقيقة أن الحياكة القارية [الإنجليزية] نشأت في ألمانيا وانتشرت من قبل المهاجرين، وخلال الحرب العالمية الثانية، اختلفت الحياكة القارية [الإنجليزية] عن المألوف بسبب علاقتها مع ألمانيا، وبقيت كذلك حتى نشرت اليزابيث زيمرمان [الإنجليزية] الحياكة القارية في عام 1980 وعادت الحياكة شعبية مرة أخرى.
اهتم العديد من العاملين بالحياكة المعاصرة بالمدونات عن الحياكة والنماذج والتقنيات،  والانضمام إلى المجتمع الافتراضي المركز على الحياكة،  مثل شبكة رافيرلي الشعبية للغاية، وهناك أيضًا عدد من مواقع الحياكة الشعبية ومواقع حياكة أخرى ويتم الإشارة إلى مجموعات الحياكة المعاصرة في الولايات المتحدة ك «قطبة N» حيث تتضمن مجموعة من العاملين في الحياكة للعمل معًا في مشاريع ومناقشة التصميمات، واستكشاف العمل والاختلاط في العمل. أصبح المصطلح منذ أوائل القرن 20 «دائرة الحياكة» في المملكة المتحدة.

## خصائص الأقمشة

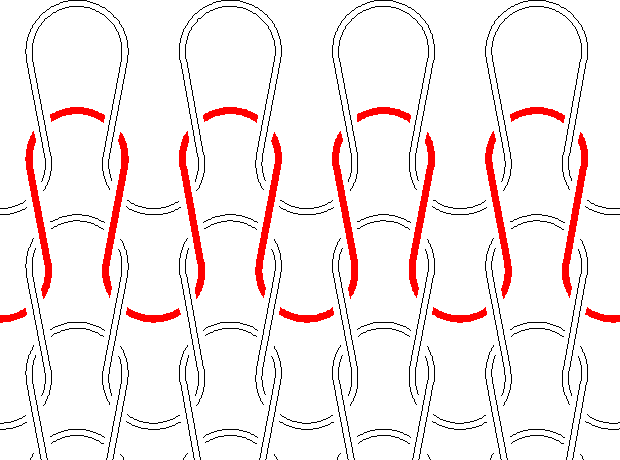
تمثيل للغرز الأساسية وحياكة اللحمة الأساسية الأكثر شيوعاَ للأقمشة

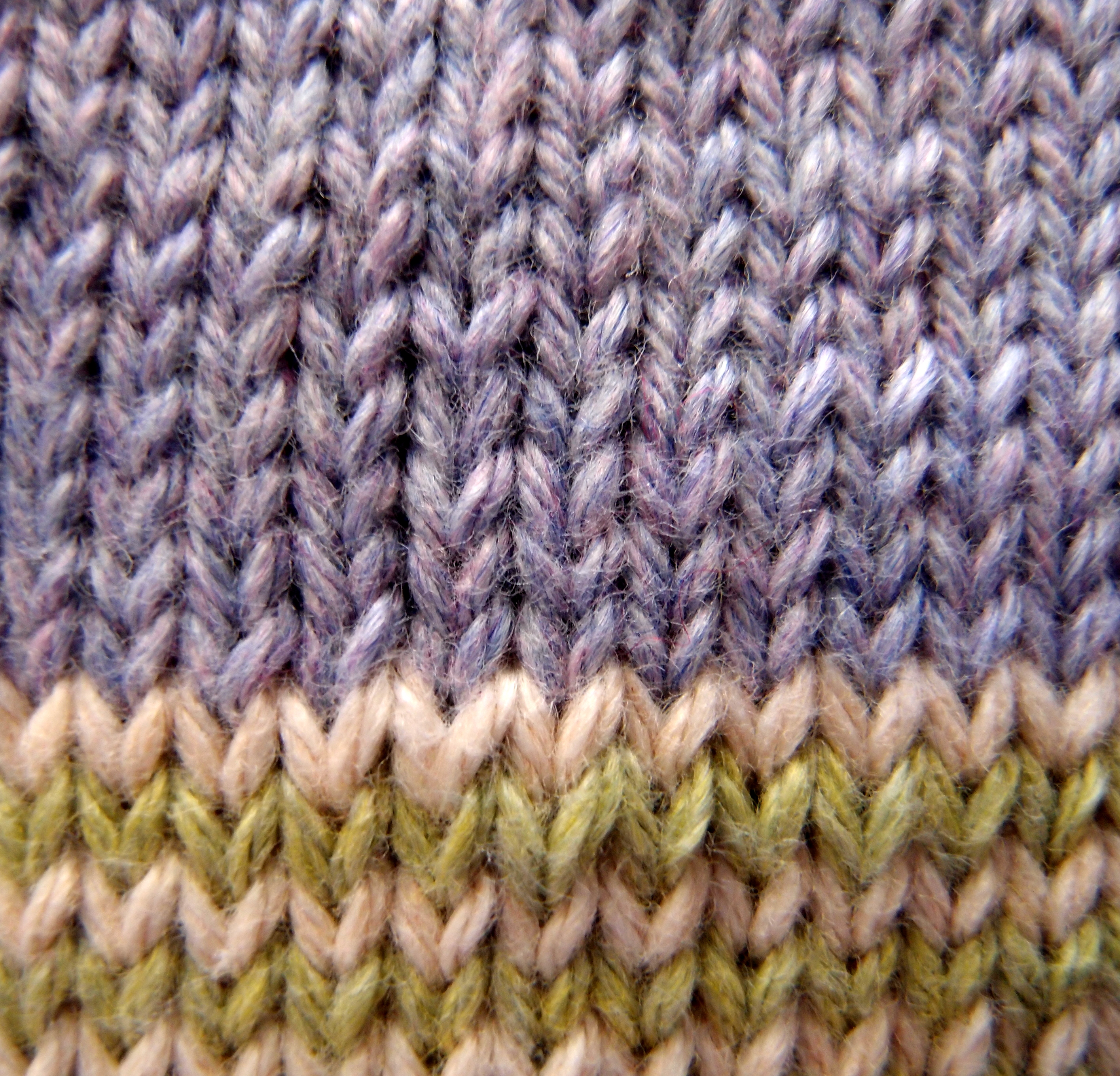
نظرة قريبة لوجه الحياكة البسيطة.

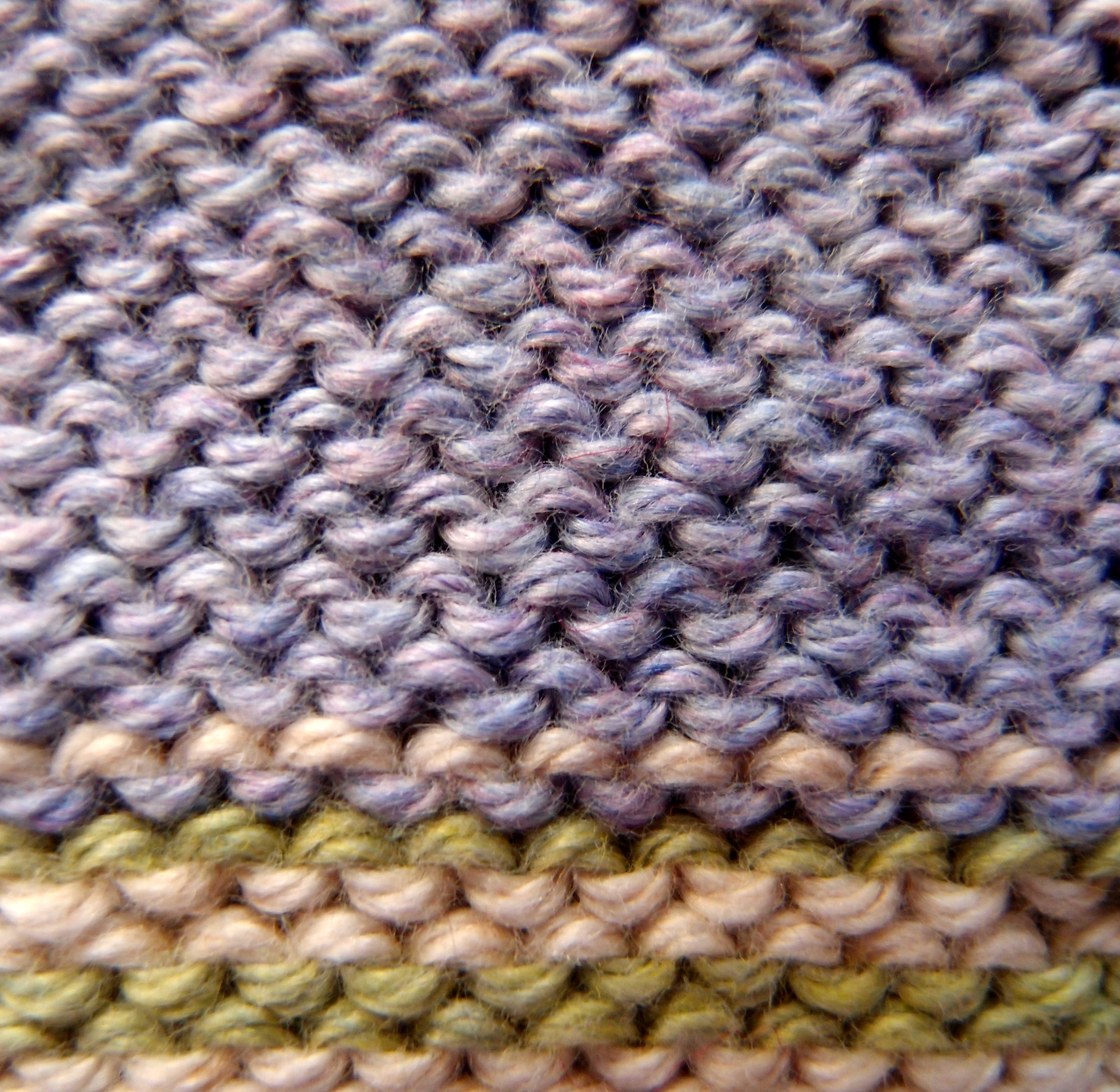
نظرة قريبة لقفا الحياكة البسيطة.

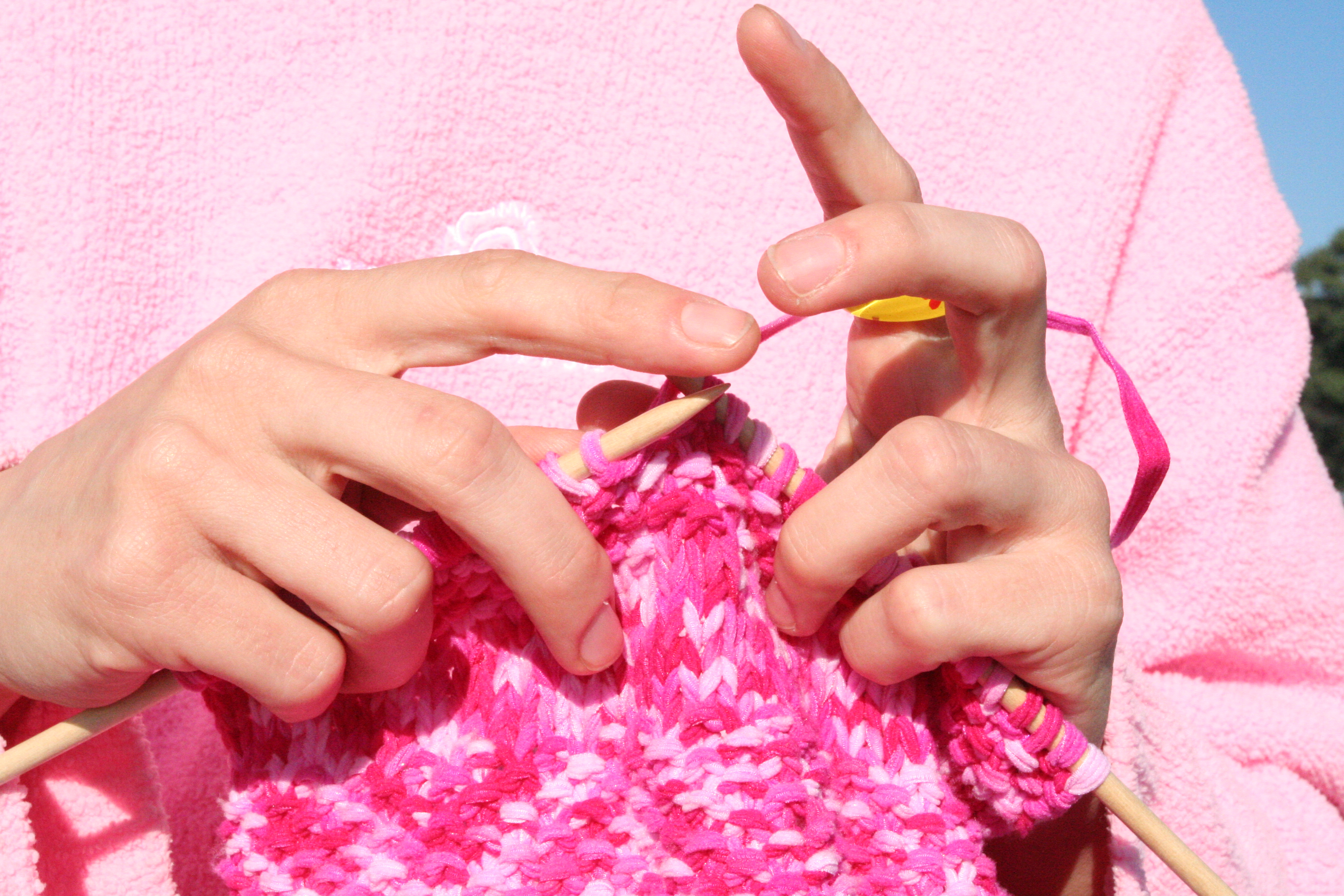
نظرة قريبة للحياكة.

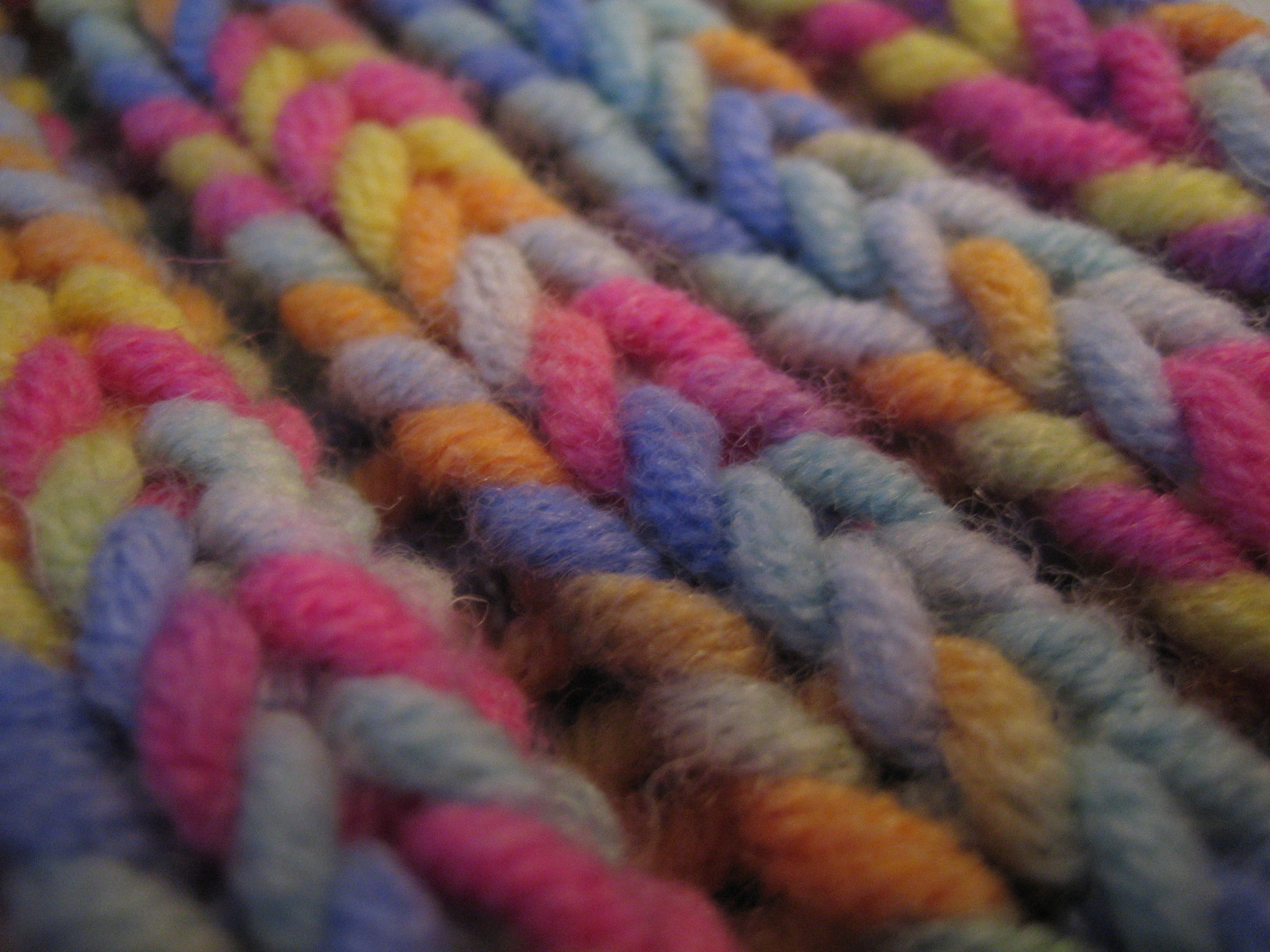
نظرة قريبة لحياكة الريب.

إن طوبولوجيا القماش المحيك على عكس الأقمشة المنسوجة معقد نسبيًا، حيث تتحرك الخيوط أفقيًا وعموديًا، ويتبع الخيط الذي تم حياكته مسار الحلقة على طول الصف، كما هو الحال مع الخيط الأحمر في الرسم البياني على اليمين، حيث سُحبت جميع حلقات الصف الواحد عبر حلقات الصف الذي تحتها.
لأنه لايوجد خيط مفرد مستقيم بشكل دائم في أي مكان من تصميم الحياكة، تمتد قطعة القماش المحيكة في كل الاتجاهات، هذه المرونة غير متوفرة في الأقمشة المنسوجة والتي تمتد على الاتجاه الطولي فقط، وتعتمد الكثير من الملابس الجاهزة المرنة الحديثة على المواد الإصطناعية والتي تعطي المرونة وبعض الإمتطاط، وتحقق الحياكة من خلال تصميم بعض الأقمشة قليل من الإمتداد.
الأقمشة المحيكة الأساسية (كما في الشكل، وتسمى شتوكينت (بالإنجليزية: stockinette [الإنجليزية])‏ حيث يظهر «جانب الوجه» و «جانب الظهر» بشكل محدد)، الأجزاء المرئية من الحلقات على جانب الوجه هي قطاعات تربط صفين ويتم ترتيبها في شبكة من الأشكال V، نهاية الحلقات واضحة على جانب الظهر، وتعطي كلا القمم والقيعان بنية أكثر تغيرًا تسمى شتوكينت الظهر (بالإنجليزية: reverse Stockinette [الإنجليزية])‏، وعلى الرغم من كونها حياكة للظهر، كثيرًا ما تستخدم كتصميم في حد ذاته.
يحمل الخيط الصفوف مع بعضها من الأمام، ويحمل جوانب الغرزة من الخلف، أقمشة شتوكينت (بالإنجليزية: stockinette [الإنجليزية])‏ تميل للتجعد باتجاه الأمام في الأعلى والأسفل، ونحو الخلف على الجانب الأيمن والأيسر.
يمكن عمل الغرز من جانب الظهر، وإنشاء تصماميم مختلفة عن طريق مزج الحياكة البسيطة الأولية مع غرز «جانب الظهر»، كما في أعمدة الريب (بالإنجليزية: Ribbing [الإنجليزية])‏وصفوف غارتر (بالإنجليزية: Garter [الإنجليزية])‏ وويلت (بالإنجليزية: Welting [الإنجليزية])‏، أو تصماميم أكثر تعقيدًا.
يملك كل قماش خصائص مختلفة عن الآخر: غرزة غارتر (بالإنجليزية: garter [الإنجليزية])‏ لها إمتطاط عمودي كبير، بينما غرز الريب (بالإنجليزية: Ribbing [الإنجليزية])‏ لها إمتطاط أفقي أكبر، بسبب تناظر الوجه والخلف، هذان القماشان لهما تجعيد منخفض، مما يعطي حواف مرغوبة، حتى عندما تكون خصائص الإمتطاط غير مرغوبة.
مجموعات مختلفة من غرز الوجه والظهر جنبًا إلى جنب مع تقنيات أكثر تقدمًا، تولد أقمشة متغيرة بشكل ملحوظ، من أقمشة رقيقة إلى كثيفة جدًا، من ممتط للغاية إلى صلب نسبيًا، من مسطح إلى مجعد بإحكام....إلخ.

### البنية
البنية الأكثر شيوعًا في صناعة الملابس المحيكة هي البنية التي تستخدم الغرز الأساسية المسطحة [الإنجليزية]، وإن كانت صغيرة جدًا، في آلة صنع الجوارب والتي شيرت والتي تعمل فقط بغرز الوجه، وتعمل بحياكة مسطحة عن طريق تناوب الصفوف في الوجه والظهر.
وتنجز بعض البنى البسيطة الأخرى فقط بالغرز البسيطة، غرز الوجه والظهر، وتتضمن غرزة غارتر (بالإنجليزية: Garter)‏ والريب (بالإنجليزية: Ribbing [الإنجليزية])‏، إضافة لزلق الغرزة (حيث تمر الحلقة من الإبرة الأولى إلى الأخرى) وهي ممكنة لنطاق واسع من البنى، بما في ذلك غرز الكعب وفضلًا عن تصماميم عديدة معقدة.
تنشأ مجموعة متنوعة من التصاميم المعقدة في بعض تقنيات الحياكة الأكثر تقدمًا، بالجمع بين زيادة الحياكة (بالإنجليزية: Increase [الإنجليزية])‏، مثل صنع ثقوب صغيرة للزينة في الأقمشة الناتجة، أو تقليل [الإنجليزية] الحياكة التي هي المفتاح لإنشاء الدانتيل المحيك، أو قماش مفتوح يشبه الدانتيل.
تغيير ترتيب الغرز من الصف الأول إلى التالي مع مساعدة الإبرة الشريطية أو حامل الغرز، هو المفتاح للحياكة الشريطية، وتنتج مجموعة غير منتهية من الشرائط والحبال وسترة آران (بالإنجليزية: Aran [الإنجليزية])‏. حياكة الإنترلوك [الإنجليزية] بنية مربعات الشطرنج الغنية بالمربعات الصغيرة المحيكة، بإلتقاط حواف الجوانب، وحياكة مساحات أكثر لمواصلة القطعة.
يتأثر مظهر الملابس بوزن الخيط الذي يصف ثخانة الخيط المغزول. وتكون الغرز أكثر وضوحًا ورؤية بزيادة ثخن الخيط، ونحصل على بنية أدق بالملمس بزيادة دقة الخيط.

### اللون
لا تستخدم الحياكة الكثير من الألوان للخيوط، ولكن هناك طرق عديدة للعمل بألوان متعددة.
وتصبغ بعض الخيوط لتكون أيضًا مزركشة (تغييراللون كل بضع غرز بطريقة عشوائية) أو شريطية (تغيير اللون كل بضعة صفوف)، تسمح التقنيات الأكثر تعقيدًا بمجال ضخم من الألوان (الأنتراسيا) (بالإنجليزية: Intarsia [الإنجليزية])‏، وهناك تصماميم منوعة بمقاييس صغيرة للون مثل (قماش فير ايسيه) (بالإنجليزية: Fair Isle)‏ أو الحياكة المزدوجة [الإنجليزية] وحياكة زلق الغرز لتوليد [الإنجليزية] الألوان.
تسمى الخيوط مع تعدد الظلال لقيمة اللون نفسها أومبر (بالإنجليزية: ombre)‏، وتسمى تنوع قيم اللون في الخيط بطريقة التلوين، وتكون معروفة بإعطاء طرق تلوين الخيط الأخضر والأحمر والأصفر ويمكن أن يطلق عليها اسم «ألوان الببغاء» من قبل الشركة المصنعة، مثلًا خيوط الهيثريد (بالإنجليزية: Heathered)‏ تحوي كميات صغيرة من الألياف والألوان المختلفة، بينما خيوط تويد (بالإنجليزية: tweed)‏ ذات كميات أكبر من الألياف الملونة المختلفة.

## عملية الحياكة

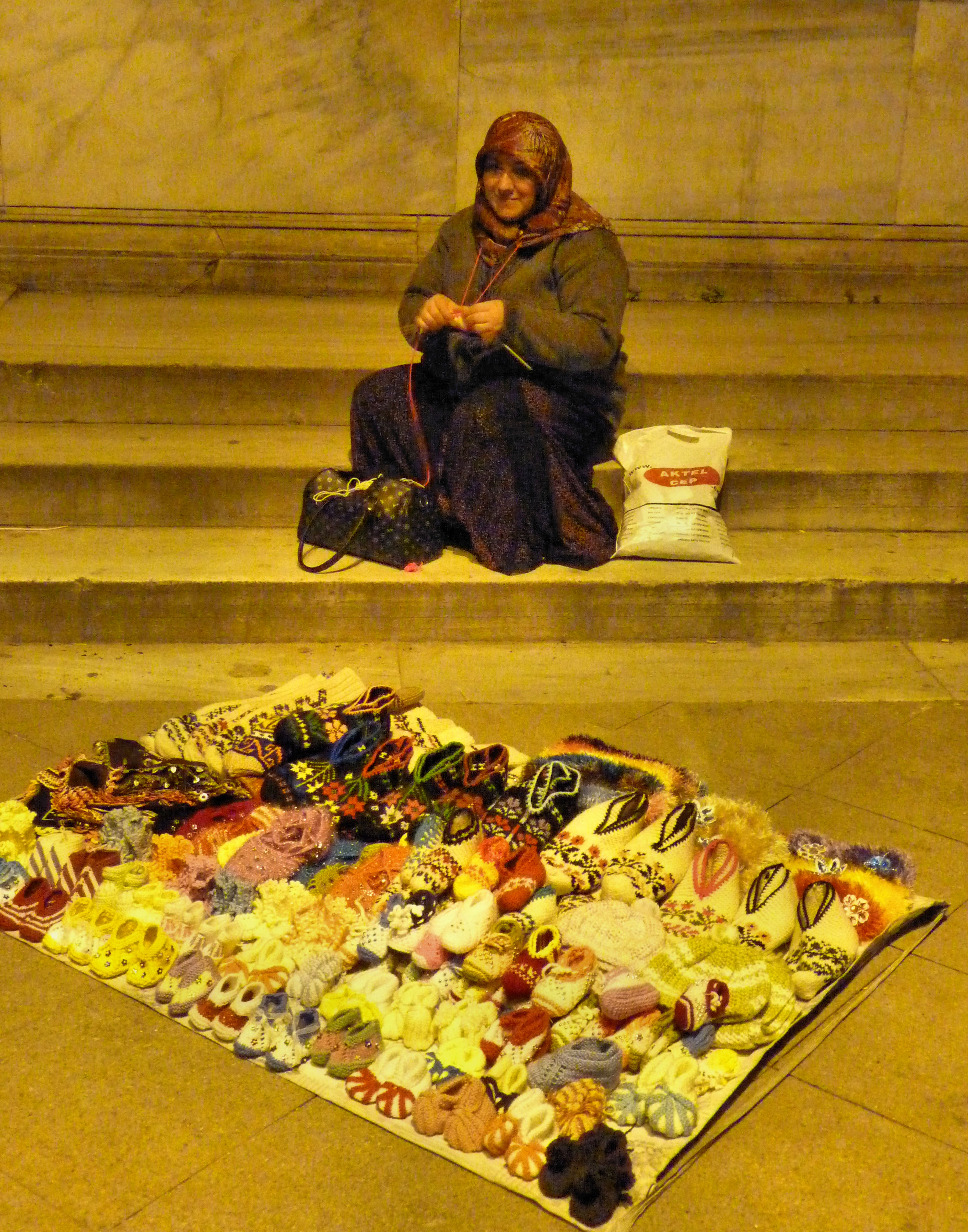
امرأة أثناء عملية الحياكة ومجموعة من الأعمال المحيكة

هناك عدة مئات من غرز الحياكة [الإنجليزية] المختلفة المستخدمة في الحياكة. تبدأ قطعة الحياكة بعملية تقديم الغرزة (بالإنجليزية: Casting on [الإنجليزية])‏، أي إنشاء أولي من الغرز على الإبرة.
هناك عدة أساليب لتشكيل الغرز من أجل تأثيرات مختلفة، تستطيل إحدى الغرز بقدر كافي لحياكة الدانتيل، بينما تعطي بعض الغرز حافة زخرفية.
هناك شرط لمواصلة الحياكة هو صعود الخيط في كلا الإتجاهين من مرحلة تقديم الغرزة، وهناك طرق مختلفة تستخدم من أجل تقديم الغرزة مثل «أسلوب الإبهام» (المعروف أيضا باسم «المقلاع» أو «الذيل الطويل» لمرحلة الصعود)، لإنشاء الغرز في سلسلة من الحلقات التي تحاك لإعطاء حافة مرتخية مثالية جدًا ل «لقط الغرز» وحياكة الحدود «طريقة الإبر المزدوجة» (المعروف أيضا باسم «الحياكة المتواصلة» أو «تشكيل غرز الشريط»، حيث تحاك كل غرزة متوضعة على الإبرة، لتنتج حافة مثالية أكثر ثباتًا باعتبارها حدود الحياكة، ويبقى عدد الغرز الفعالة متشابه في تشكيل الغرز مالم يتم إضافة غرزة جديدة (زيادة [الإنجليزية]) أو إزالتها (نقصان [الإنجليزية]).
معظم الحائكون على النمط الغربي يتبعون إما النمط الإنجليزي [الإنجليزية] (الذي يتم فيه عقد الخيط في اليد اليمنى) أو النمط القاري [الإنجليزية] (الذي يتم فيه عقد الخيط في اليد اليسرى).
وهناك طرق مختلفة لإدخال الإبرة ضمن الغرزة. الحياكة من خلال الجزء الأمامي من الغرزة وتسمى الحياكة الغربية. المرور من خلال الجزء الخلفي من الغرزة ويسمى الحياكة الشرقية. وهناك طريقة ثالثة، تدعى حياكة الجمع [الإنجليزية]، ويمر الخيط عبر الجزء الأمامي من غرزة الوجه، والجزء الخلفي من غرزة الظهر.
عند الإنتهاء من قطعة الحياكة، الغرز المتبقية الفعالة هي غرز إنهاء (بالإنجليزية: Cast off [الإنجليزية])‏، تنتهي الحياكة بتداخل الغرز عبر بعضها البعض بحيث يمكن إزالتها من الإبرة دون إنهيار القطعة المحيكة. على الرغم من إختلاف الميكانيكية أثناء تشكيل الغرز، هناك مجموعة متنوعة من الأساليب المماثلة.
تصنع الملابس المحيكة النهائية من عدة قطع محيكة، في حياكة قطع معينة من الملابس، وخاصة الكبرى منها مثل الكنزات الصوفية، تُحاك هذه القطع منفصلة ومن ثم تُخاط معًا [الإنجليزية]. يتم حياكة الثوب كله في الحياكة المنفصلة كقطعة واحدة. اليزابيث زيمرمان [الإنجليزية] من أكثر المؤيدين المعروفين لتقنيات الحياكة المفتوحة أو الدائرية. أصغر العناصر مثل الجوارب والقبعات تكون محاكة في قطعة واحدة على إبر مزدوجة الرؤوس أو الإبر الدائرية. (ملاحظة) حياكة الأعسر عملية مختلفة قليلًا. إبحث في حياكة اليد اليسرى لمزيد من المعلومات.

## الحياكة الضخمة

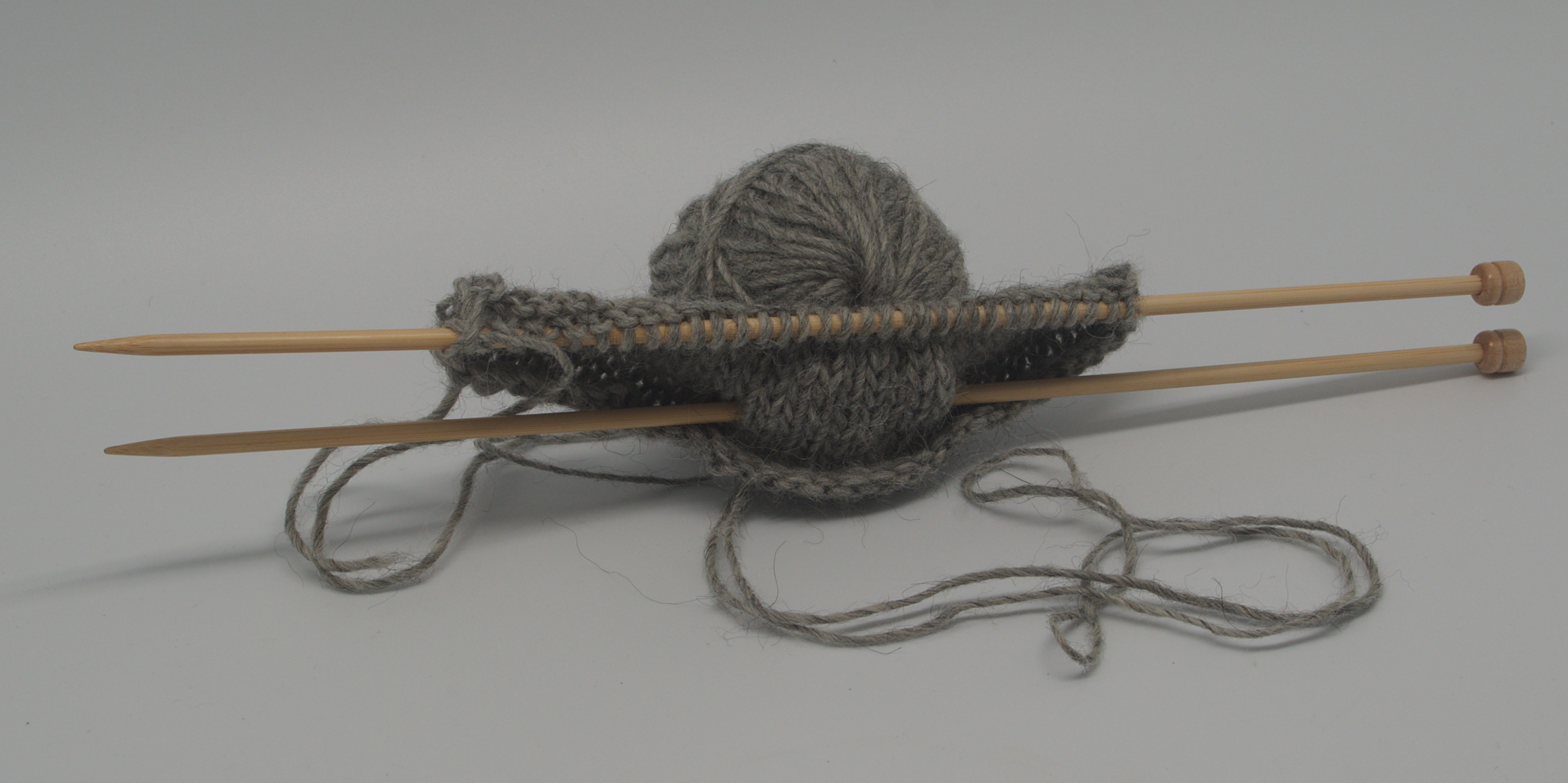
الحياكة جارية

الحياكة الضخمة هو مصطلح تم صوغه مؤخرًا ومرتبط باستخدام إبر الحياكة ذات القطر الأكبر أو تساوي نصف البوصة.
الحياكة الضخمة تستخدم نفس تقنيات وغرز الحياكة التقليدية، ولكن وضعت الخطافات في نهايات الإبر. تحسن خطافات الإبرالسيطرة على الحياكة بشكل كبير ومسك الغرز وتمنع الغرز من الإنزلاق.
تطورت آلة الحياكة باستخدام الإبر ذات الخطاف وتفعيل الحياكة من دون عيوب والحياكة الآلية. لا يدرك الحائكون ما تنجزه أصابعهم في صنع غرزة جديدة.
القياس الكبير للإبر يجعل الحياكة أكثر صعوبة عندما يصبح قطر الإبرة أكبر من عرض إصبع الحائك وقطر إبرة بحدود بوصة واحدة (حجم 50)، ويبدأ السيخ في الإنحناء على مسافة من واحد إلى ثلاث أرباع الإنش عن الحافة، وبالتالي سوف تنتشر الغرز بعيدًا عن بعضها في إبر الحياكة الضخمة، مما يجعل الحياكة أكثر صعوبة.
تمسك الخطافات حلقة الخيط عندما تحاك الغرزة، وتجعل عمل الرسغين والأصابع سهلًا وهناك فرصة أقل لإنزلاق الغرز من الإبر. موضع الخطاف مهم جدًا، يدور الخطاف اليساري (غير العامل) بعيدًا عن الوجه في معظم الأوقات. ويدور الخطاف اليميني (العامل) باتجاه الحائك عند حياكة (غرز السادة) وبعيدًا عنه عند حياكة غرز الظهر.
تنتج الحياكة الضخمة قطعًا ضخمة ومنفوخة من الأقمشة أو أٌقمشة مفتوحة مزركشة اعتمادًا على الوزن والنوع للخيط المستخدم.

## المواد الأولية

### الخيوط
المقال الرئيسي : خيوط

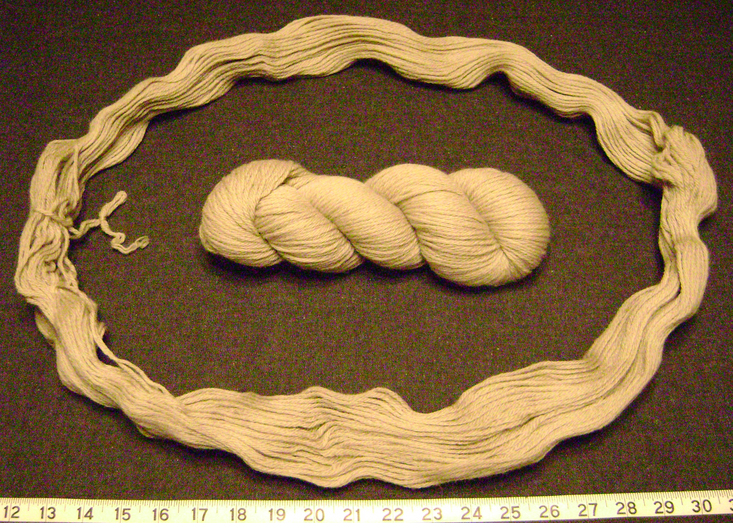
شلة من الصوف ذات النمرة الأنكليزية في المركز، وتظهر الشلة بعد فكها وهي معقدة وتحتاج لإعادة لفها على شكل كرات من أجل استخدامها في الحياكة، الحياكة من الشلل صعبة تؤدي لقعد الخيط وتنتج تشابكات في الخيط.

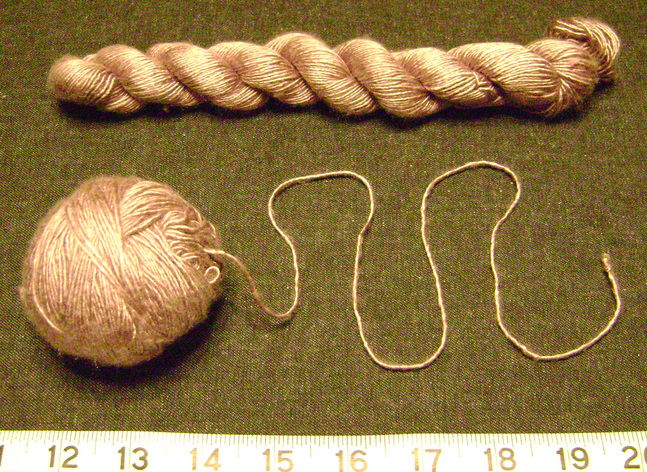
تحويل الخيط من شلل النمرة الإنكليزية إلى كرات مستديرة من أجل الحياكة حيث يبرز الخيط من المنتصف وهو أسهل للكر وأحتمال التشابك أقل بكثير.

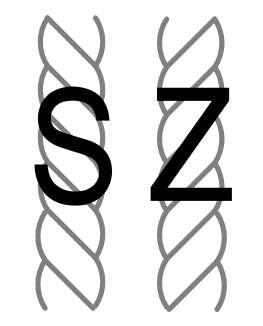
الإتجاهات المحتملة لعملية زوي الخيط.

يتم بيع الخيوط من أجل الحياكة اليدوية على شكل كرات أو شلل من الخيوط (هانكس)، ويتم لف الخيوط على مخروط عن طريق ملفاف الخيوط.
وتباع الشلات والخيوط على شكل مجموعات مع التسميات التي تصف وزن الخيط وطوله ووجبة الصباغة ومحتوى الألياف وتعليمات الغسيل وحجم الإبر المقترح أي الشد والنعومة....إلخ.
يعتبر حفظ مجموعات الخيوط من أجل الرجوع المستقبلي من الأمور الضرورية، ويجب التأكد أن جميع خيوط الحياكة تأتي من وجبة صباغة واحدة.
تحدد وجبة الصباغة مجموعة الشلات التي صبغت مع بعضها والمتشابهة باللون، إن الشلات من وجبات صباغة مختلفة حتى لو تشابهت في اللون، قد تختلف فيما بعد ويمكن أن تنتج ضربات مرئية عندما تتم حياكتها.
إذا استعمل خيط غير مضمون من وجبة صباغة لاحقة لإكمال الحياكة قد يؤثر ذلك على جودة العمل، يمكن الحصول على شلل إضافيه من وجبات الصباغة المتشابهه من متاجر الخيوط أو على الشبكة العنكبوتية.
تُبدل الشلل في سطور الحياكة حتى تساعد على المزج بين خيوط وجبة الصباغة بسهولة.
تعتبر سماكة أو وزن الخيط من العوامل الهامة لتحديد النعومة والشد [الإنجليزية]، أي كم يلزم من الغرز والصفوف لتغطية مساحة معطاة من تصميم ما. الخيوط السميكة تحتاج إبر حياكة ثخينة، بينما تحاك الخيوط الرفيعة بإبر نحيفة أو ثخينة. وبالتالي تتطلب الخيوط السميكة غرز أقل ووقت أقل لحياكة ثوب ما. تبدو التصاميم والزخارف خشنة بالخيوط السميكة وتعطي تأثيرات مرئية جميلة، بينما تفضل الخيوط الرفيعة للتصاميم الناعمة. تصنف الخيوط وفقاً للسماكة إلى ستة أصناف: ناعم جداً أو ناعم أو خفيف أو متوسط أو منتفخ أو سميك جداً. تقاس الكثافة بعدد الخيوط في الإنش (بالإنجليزية: WPI)‏.
تقاس الخيوط في المجمع البريطاني خارج أمريكا الشمالية ب 1ply, 2ply, 3ply, 4ply, 5ply, 8ply (للحياكة المزدوجة) 10ply and 12ply (للحياكة الثلاثية). النسبة بين الوزن إلى وحدة الطول وتقاس بالتكس أو الدينيير.
قبل الحياكة تحول الشلل الإنكليزية إلى كرات ويخرج الخيط من مركز هذه الكرات وهذا يمنع الخيط من التشابك والتعقد بسهولة ويجعل الحياكة أسهل. تتحول الشلل إلى كرات باليد أو عن طريق جهاز يسمى بالملفاف الكروي. توضع الكرات عند الحياكة ضمن أوعية للحفاظ عليها نظيفة ولتجنب تشابكها مع خيوط أخرى، يمر الخيط الحر من خلال ثقب صغير في غطاء الوعاء.
تحدد مدى فائدة الخيوط للحياكة عن طريق العديد من العوامل، مثل نعومتها (قدرتها على حفظ الهواء) ومرونتها (المرونة تحت الشد) وقابلية الغسيل وثباتية الضوء وملمسها (ملمسها، ولا سيما نعومتها مقابل الخشونة) وصمودها ضد الإحكتاك ومقاومتها للحبحبة وتشعرها (الشعيرات السائبة) وميلها للبرم أو مقاومتها للبرم ووزنها الإجمالي وثنياتها وميزة الكتامة والتلبيد وميزة الراحة (قدرة إمرار الهواء وإمتصاص الرطوبة وخصائص الفتل) وبطبيعة الحال المظهر أي اللون واللمعان والنعومة والزينة في الشكل.
وتشمل العوامل الأخرى الحساسية وسرعة التجفيف والمقاومة للمواد الكيميائية مثل العث والعفن ونقطة الإنصهار والقابلية للاشتعال والإبقاء على الكهرباء الساكنة والميل للتلون والألفة للأصباغ. قد تكون العوامل المختلفة أكثر أهمية من غيرها في عمليات الحياكة المختلفة، ولا يوجد تعبير «أفضل خيط» من أجل الحياكة.
المرونة والميل إلى (مقاومة) البرم هي خصائص عامة تؤثر على سهولة الحياكة اليدوية حيث تؤدي الخيوط الأكثر مرونة والأكثر تسامحًا لعدم الإنتظام في الشد، بينما من الصعب حياكة الخيوط المبرومة بقوة، في حين تؤدي الخيوط غير المبرومة إلى انقسام الغرز، وبالتالي لايمكن حياكة جميع الخيوط، ومن العوامل الرئيسية في الحياكة هي أبعاد الغرزة، أي كيف يمكن رؤية التصاميم المعقدة كثيرًا عندما تصنع بخيط ناعم، الخيوط المغزولة جيدًا تعطي رؤية أفضل للغرز. في حين تعطي الخيوط المجعدة أو الرفيعة وضوحية أقل وضعيفة لأبعاد الغرز ويكون التصميم غير مرئي.
يمكن إنجاز الحياكة من الشرائط والأسلاك المعدنية والشعيرات الغريبة، تصنع معظم الخيوط من غزل الألياف. تقاوم الخيوط القطع تحت الشد بسبب البرم ضمن عملية الغزل، ينجز البرم باتجاهين خيط برم z أو برم s.
إذا تم تمشيط الألياف لتتوازى مع بعضها، يصبح الخيط أنعم ويسمى خيط ممشط ورستد، وإذا تم تشكيل الكرد من الألياف بدون تمشيطها مع تجعيد الخيط، يسمى خيط مغزول وولن. تكون الخيوط شعيرات مستمرة كالحرير وعدد من الألياف الصنعية أو قصيرة (شعيرات بمعدل طول عدة بوصات)، تقطع الشعيرات المستمرة الطبيعية إلى قصيرة قبل الغزل.
تحدد متانة الخيوط ضد القطع عن طريق عدد البرمات وطول الشعيرات وسماكة الشعيرات. تصبح الخيوط أمتن بزيادة البرم (خيوط الورستد)، الشعيرات الطويلة والخيوط الثخينة تملك ألياف بعدد أكبر فهي أمتن، أما الخيوط الرفيعة تتطلب برمًا أكثر من الخيوط الثخينة لتقاوم القطع تحت الشد.
تتغير سماكة الخيط على طوله بتغير مقطع الخيط، خيط السلب (بالإنجليزية: slub)‏ هو خيط ثخين فيه كتلة الشعيرات متحدة ومتجانسة في الخيط.
تنقسم الألياف إلى ألياف حيوانية ونباتية وألياف صنعية. هذه الأنواع من الألياف تختلف كيميائيًا بحسب البروتينات والكربوهيدرات والبوليمرات التركيبية.
تتضمن الألياف الحيوانية الحرير، وعمومًا من الحيوانات طويلة الشعر مثل الأغنام (الصوف) والماعز(الأنجورا أو الكشمير أو الماعز) والأرنب (الأنجورا) واللاما والألبكة والكلب والقط والإبل وثور التيبت وثور المسك.
تتضمن النباتات المستخدمة للألياف القطن والكتان (ألياف الكتان) والخيزران والرامي والقنب والجوت ونبات القراص والنخيل ونبات اليكة وقشر جوز الهند وألياف الموز وفول الصويا والذرة.
يستخرج الحرير الصناعي وألياف خلات السليولوز من السيليلوز الموجود في الأشجار، وتشمل الألياف الصنعية الشائعة الأكريليك  والبوليستر مثل الداكرون و الإنغو [الإنجليزية] والنايلون وغيرها من البولي أميدات والأوليفينات مثل البولي بروبيلين.
يفضل الصوف للحياكة بسبب المرونة الفائقة والدفء والتلبيد ومع ذلك الصوف أقل استجابة للتنظيف ويسبب الحساسية لبعض البشر.
يمكن مزج ألياف مختلفة في الغزل مثلاً 85 ٪ صوف الألبكة و 15 ٪ حرير. وفقًا لنوع الألياف هناك مجموعة كبيرة ومتنوعة من التغيرات في طول وسمك الألياف مثلًا صوف المارينو والقطن المصري مرغوبة لأنها تعطي ألياف طويلة ـ رفيعة (دقيقة).
يحاك الخيط مفردًا أو مضفورًا أو مزويًا. في الزوي، تغزل الخيوط معًا من خيطين أو أكثر، ودائمًا بالإتجاه المعاكس لبرم الخيط بشكل فردي؛ مثلًا خيطين من برم-Z تزوى برم-S. يخفف الزوي المعاكس ميل الخيوط للتجعد وينتج خيط سميك ومتوازن. يمكن أن تزوى الخيوط المزوية أيضًا مع بعضها، لتنتج خيوط الكبلات أو خيوط لأغراض متعددة.
تغذى الخيوط المزوية بأطوال مختلفة من الخيط بحيث تتشكل حلقات من الخيط حول الخيط الآخر كما في الخيوط المفننة، يمكن صباغة الخيط المفرد قبل عملية الزوي، أو بعدها لإعطاء الخيط سمة واحدة.
صباغة الخيوط هي فن معقد ولها تاريخ طويل. ليست كل الخيوط مصبوغة ويمكن صباغتها بلون واحد فقط أو مجموعة كبيرة ومتنوعة من الألوان.
تجرى الصباغة صناعيًا أو يدويًا أو تطبع يدويًا على الخيط. وقد طورت مجموعة كبيرة ومتنوعة من الأصباغ الإصطناعية منذ تركيب صبغة الإنديغو في منتصف القرن19، وماتزال الأصبغة الطبيعية في حيز الاستعمال مع أنها أقل لمعان. مخطط اللون للخيط يسمى طريقة اللون. تعطي الخيوط الملونة تأثيرات بصرية رائعة كضربات مائلة، وعلى العكس يمكن أن تفسد الخيوط الملونة نموذج الحياكة الجيد عن طريق إنتاج مزج لوني سيئ.

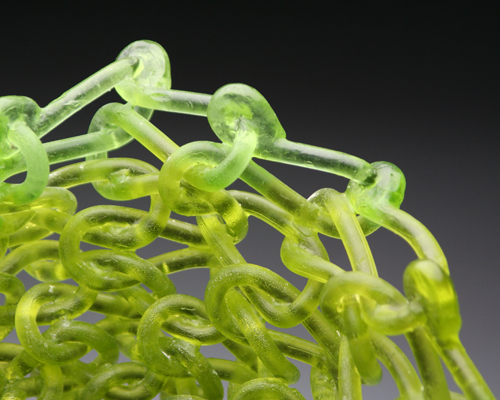
نظرة قريبة على الألياف الزجاجية المحيكة.

### الزجاج / الشمع
تجمع حياكة الزجاج بين الحياكة وصب الشمع وصنع القالب و فرن الصب [الإنجليزية]. تتضمن العملية:
1. الحياكة مع خيوط الشمع.[28]
2. إحاطة قطعة من الحياكة بالشمع وبمواد مقاومة للحرارة العالية.
3. إزالة الشمع عن طريق ذوبانه خارجًا، وبالتالي إنشاء القالب.
4. وضع القالب في فرن حيث ينصهر زجاج الكريستال في القالب.
5. بعد تبريد القالب، تزال مواد القالب لتكشف قطعة الزجاج المحيك.[29]

## الأدوات
تقوم عملية الحياكة بثلاث مهام أساسية:
1. يجب أن تحمل الغرز النشطة (غير المثبتة) حتى لا تسقط [الإنجليزية].
2. يحب تحرير الغرز أحيانًا بعد تثبيتها.
3. يجب أن تعبر العقد الجديدة من الخيط من خلال القماش ضمن الغرز النشطة، وهذا يثبت الغرز الجديدة.

تنجز الحياكة بدون أدوات في حالات بسيطة جدًا، باستخدام الأصابع فقط للقيام بهذه المهام، ولكن تنفذ الحياكة عادًة باستخدام أدوات مثل إبر الحياكة، وآلات الحياكة والهياكل الصلبة، وتسمى الهياكل الصلبة لوحات الحياكة اعتمادًا على حجمها وشكلها، الحياكة الحلقية (وتسمى أنوال الحياكة) أو حياكة الملفات (المعروف باسم الحياكة كثيرة العقد أو حياكة الدمى أو التمثيلية).
هناك أيضًا تقنية الحياكة بخطافات الكروشيه التي لها حبل معلق للنهاية لحمل الغرز أثناء العمل. وتسمى هذه التقنية نوكينغ (بالإنجليزية: Knooking)‏.
```
[
30
]
```

تستخدم أدوات أخرى لإعداد الخيط من أجل الحياكة لقياس وتصميم الملابس المحيكة أو لجعل الحياكة أسهل أو أكثر راحة.

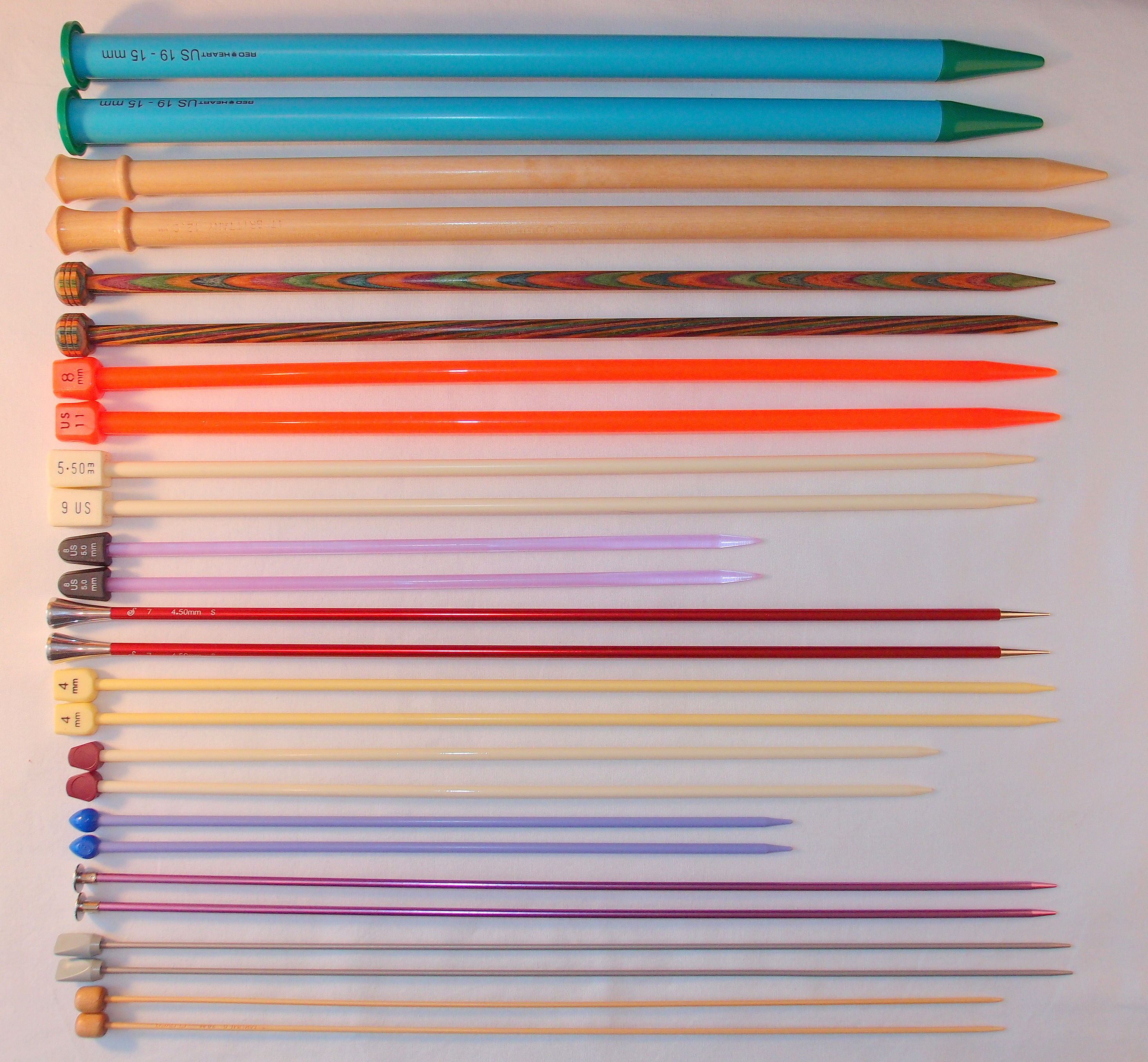
إبر الحياكة بأحجام ومقاسات ومواد مختلفة، تناسب مختلف أنواع الخيوط.

### الإبر
المقال الرئيسي : إبرة الحياكة

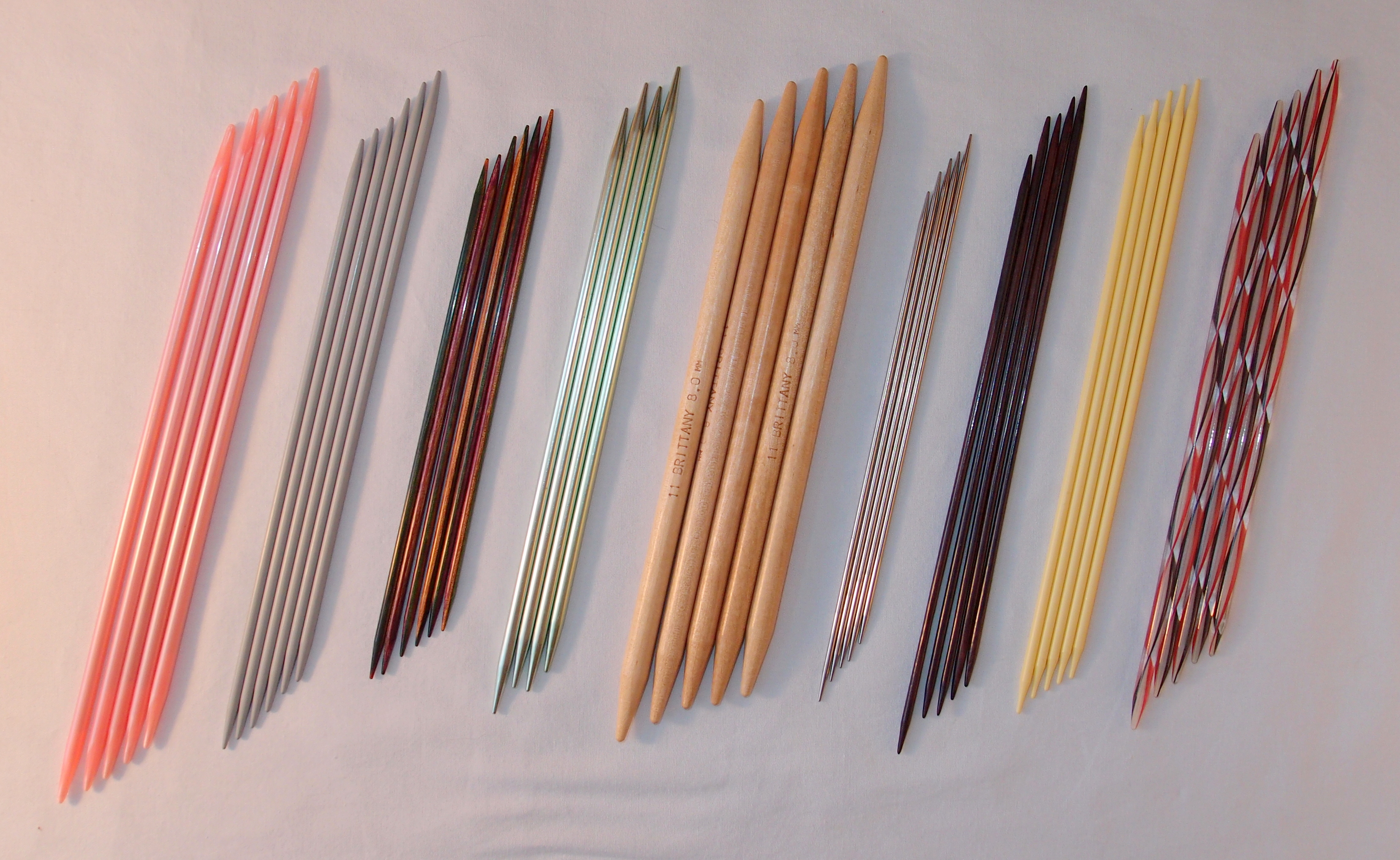
إبر الحياكة الحادة المزدوجة، بمختلف المواد والقياسات، والتي تأتي على شكل مجموعات من أربعة أو خمسة أو ستة.

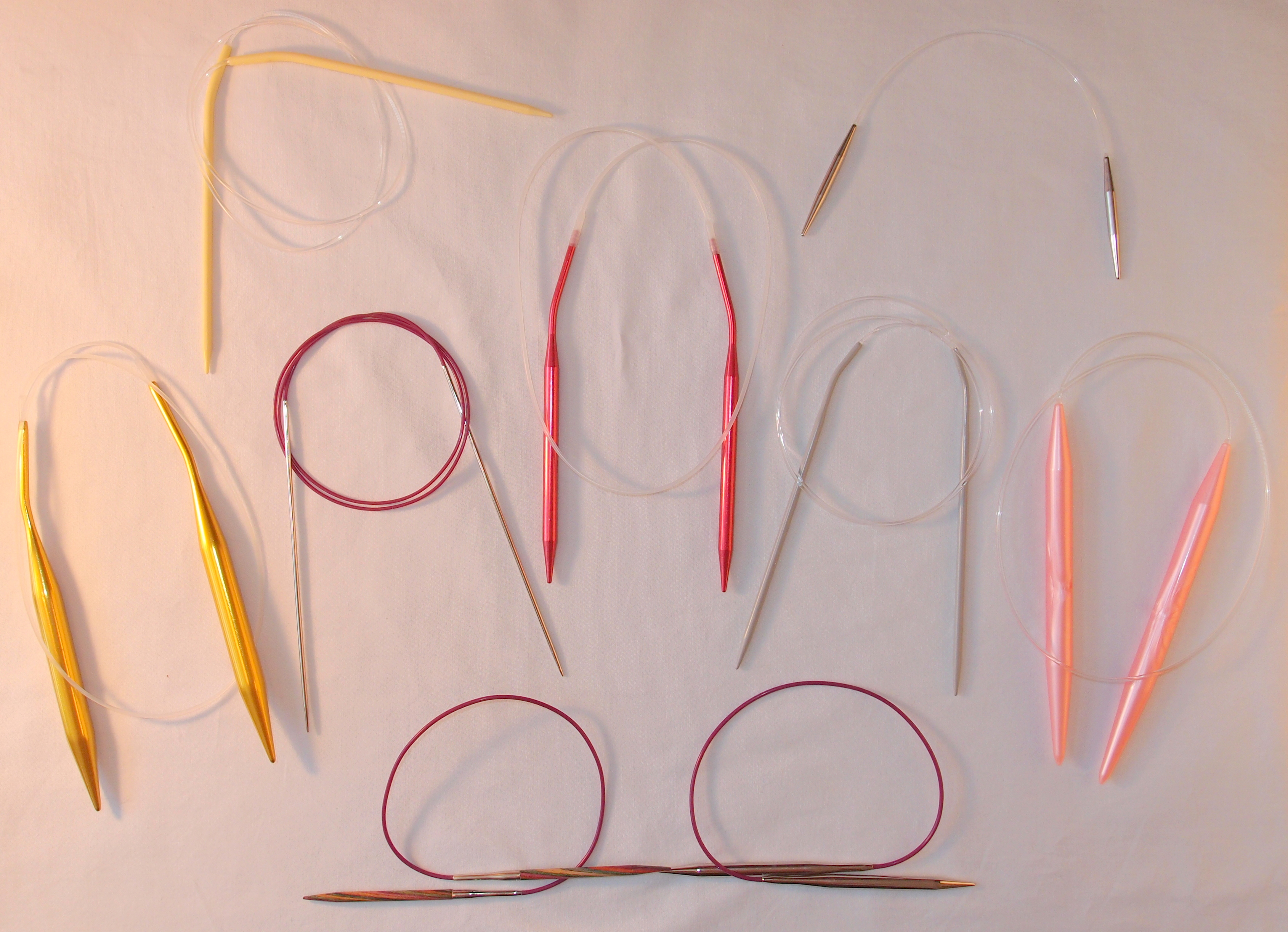
إبر الحياكة الدائرية بأطوال، مواد وأحجام مختلفة، من البلاستيك، الألمنيوم، الفولاذ والنحاس المطلي بالنيكل.

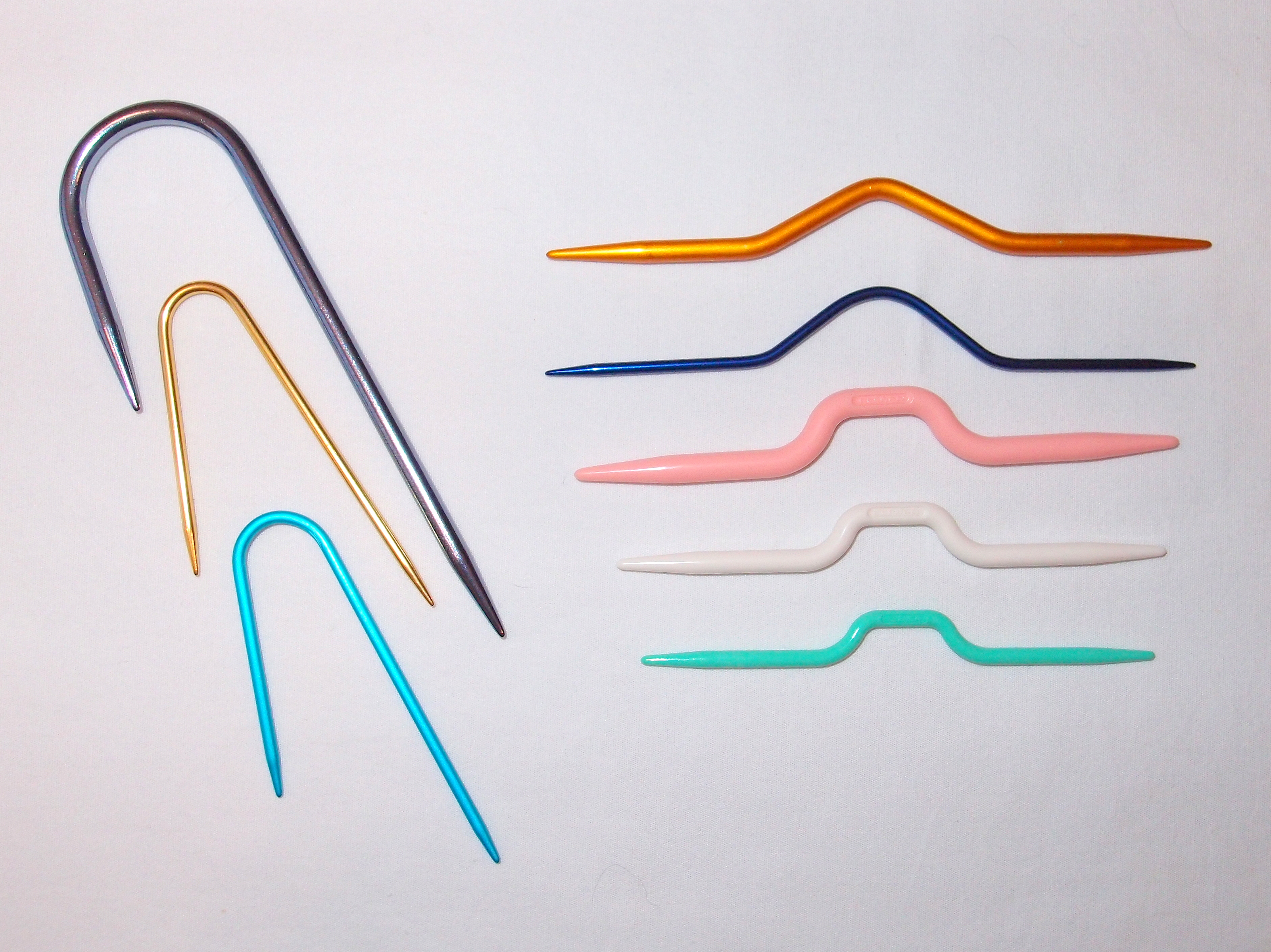
إبر حياكة الشرائط.

هناك ثلاثة أنواع أساسية من إبر الحياكة (وتسمى أيضًا «دبابيس الحياكة») يتكون النوع الأول والأكثر شيوعًا من قضيبين نحيلين مستقيمين مدببين إلى نقطة في نهاية واحدة، مع وجود مقبض في الطرف الآخر لمنع الغرز من الانزلاق.
مثل هذه الإبر تكون بطول 10-16 بوصة (250-410 ملم)، ونظراً للإنضغاطية في الأقمشة المحيكة، تستخدم لحياكة القطع العريضة.
الخاصية الأكثر أهمية من الإبر هو قطرها، والذي يتراوح بين أقل من 2 إلى 25 مم (تقريباً 1 بوصة)، يؤثر القطر على حجم الغرز وعلى نعومة وشد الحياكة ومرونة الألياف، وبالتالي استخدام إبر مختلفة هو وسيلة بسيطة لتغيير النعومة / الشد [الإنجليزية]، وهي أساس الحياكة المتفاوتة، يقاس قطر إبرة الحياكة غالبًا بالملليمتر، إلا أن هناك العديد من أنظمة القياس المختلفة، وخاصة تلك المحددة بالولايات المتحدة والمملكة المتحدة واليابان ويعطى جدول التحويل لقطر إبر الحياكة في الواحدات المختلفة.
تصنع إبر الحياكة من أي مواد، ولكن المواد الأكثر شيوعًا هي المعادن والخشب والخيزران والبلاستيك.
وتمسك المواد المختلفة الخيط بشكل مختلف ولها إحتكاك مختلف.
الإبر الملساء مثل الإبر المعدنية مفيدة للحياكة السريعة، في حين تعطي الإبر الصلبة مثل الخيزران المزيد من الإحتكاك وبالتالي فهي أقل عرضة لسقوط الغرز.
حياكة الغرز الجديدة تحدث في النهايات المدببة، وقد وجدت الإبر برؤوس مضيئة لتسمح للحائكين بالعمل في الظلام.
النوع الثاني من إبر الحياكة هي إبر الحياكة مزدوجة الرؤوس (بالإنجليزية: Double-pointed needles)‏ (وتسمى إختصارًا " DPNs ").
الإبر مزدوجة الرؤوس تكون مدببة من كلا النهايتين، وذلك يسمح لها بالحوك من كلا الطرفين. وتستخدم إبر DPNs في الحياكة الدائرية [الإنجليزية]، وخاصًة القطع على شكل أنبوب صغير مثل الأكمام والياقات والجوارب، وتكون إبرة واحدة نشطة في حين تمسك باقي الإبر الغرز النشطة المتبقية.
(بالإنجليزية: DPNs)‏ هي إبر قصيرة إلى حد ما (7 بوصة) وتباع في مجموعات من أربعة أو خمسة إبر.
الإبر السلكية هي حالة خاصة من إبر (بالإنجليزية: DPNs)‏، وتكون عادًة غير مستقيمة، مع ثنية في الوسط، لهذه الإبر شكل الخطاف.
عندما تُربط قطعة الحياكة، يسهل الخطاف عملية المسك والنزع للخيط، تكون الإبر السلكية قصيرة جدًا (بضع بوصات)، وتستخدم لمسك الغرز مؤقتًا بينما تحاك الغرزة التالية.
تقوم تصميمات الشرائط بإعادة ترتيب الغرز، ويجوز مسك غرزة أو غرزتين باليد أوبالإبر، وتتطلب ثلاثة أو أكثر الشرائط إبرة سلك.
النوع الثالث من الإبر هو الإبر الدائرية، وهي إبر طويلة ومرنة برؤوس مزدوجة.
النهايتين المدببتين (بطول 5 بوصات (130 ملم)) تكون صلبة ومستقيمة، مما يسمح بسهولة الحياكة، يوصل الطرفين بواسطة حبل مرن (من النايلون) الذي يسمح لطرفي النهايتين بالإقتراب معًا.
تكون الإبر الدائرية بطول 24-60 بوصة، وتستخدم مفردة أو كأزواج، يكون عرض القطعة المحيكة أطول بكثير من طول الإبرة الدائرية.
انتقل التطور في عالم الحياكة إلى قابلة التبديل للإبر، تتكون هذه المجموعات من أزواج من الإبر مع أسلاك من النايلون أو الحبال. الشرائط / الحبال ملولبة في داخل الإبر، لتسمح للحائك بمرونة الإبر المستقيمة أو الإبر الدائرية. وهذا يسمح للحائك بتغيير القطر والطول للإبر حسب الحاجة.
القدرة على العمل من كلا طرفي الإبرة الواحدة مريحة لعدة أنواع من الحياكة، مثل طريقة زلق الغرزة [الإنجليزية] في الحياكة المزدوجة [الإنجليزية]. وتستخدم الإبر الدائرية للحياكة المسطحة [الإنجليزية] أو الحياكة الدائرية [الإنجليزية].
الإبر السلكية هي تصميم معين يستخدم لإنشاء برمات من حياكة الشريط وهي تصنع في أحجام مختلفة وعروض مختلفة.
تستخدم إبرة السلك بنفس الوقت عن اثنتين من الإبر العادية، وتعمل عن طريق مسك الغرز المنشأة بالسلك مع بعضها، بينما الإبر الأخرى تصنع بقية الغرز للقطعة المحيكة.
تتحرك إبرة السلك في نقاط محددة مشار إليها في التصميم، تُشغل الغرز عليها من قبل بعض الإبر، ثم يتم تشغيل إبرة السلك إلى موضع آخر لإنشاء برم الشريط.

### الإبر الضخمة
تعتبر إبر الحياكة الضخمة أي إبر الحياكة الأكبر من حجم 17 (قطر نصف بوصة) والإبر الضخمة توجد بخطافات أو بدون خطافات منحنية النهايات، تساعد الخطافات بالإبر كبيرة القطر في السيطرة على غرز الحياكة بشكل كبير.

#### أكبر إبر الحياكة الدائرية
تم تسجيل أكبر إبر للحياكة الدائرية من الألمنيوم على الإطلاق بحجم 150 وما يقرب طول 7 أقدام، التابعة لألياف باراديس وحالياً على العرض في صالة عرض بيع التجزئة لألياف باراديس .

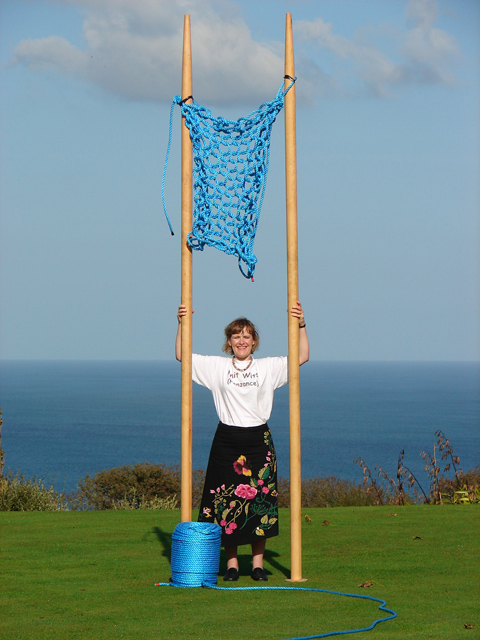
جوليا هوبسون مع رقم قياسي جديد لطول إبر حياكة 3.5 متر.

#### أرقام مسجلة
جوليا هوبسون هي حاملة الرقم الحالي لسجل غينيس العالمي للحياكة مع أكبر إبر حياكة  من (بالإنجليزية: Penzance)‏ بينزانس في كورنوال.
حاكت جوليا مربع من عشر غرز وعشرة صفوف بغرز بسيطة باستخدام إبر الحياكة التي كانت بقطر 6.5 سم وطول 3.5 مترا .

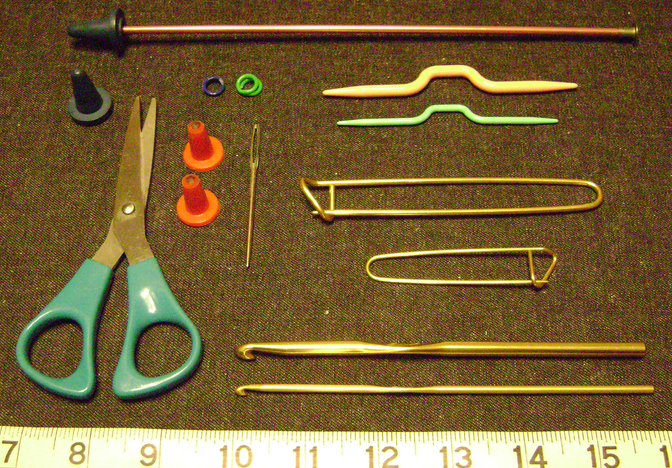
بعض الأدوات المساعدة التي تستخدم في الحياكة اليدوية، مثل خطافات الكروشيت في الأسفل، وحامل الغرز، وإبر حياكة الأشرطة، وفي اليسار مقصات، إبر خيوط، وعلامات حياكة زرقاء وخضراء، وبالإضافة لأدوات الحماية

### الأدوات المساعدة
طُورت أدوات متنوعة لجعل الحياكة اليدوية أسهل، أدوات لقياس قطر الإبرة وخصائص الخيط، كملفاف الخيط للشلل وملفاف الخيط ووعاء الشلل وخطافات الكروشيت وتكون إبرة الترتيق مفيدة في ربط القسم الأخير من الحياكة [الإنجليزية] أو في وصل قطعتين محيكتين حافة إلى حافة [الإنجليزية]، إبرة الرتق تستخدم في الغرز المكرره (والتي تعرف بالرتق السويري)، بينما خطافات الكروشيت أساسية لتصليح الغرز الساقطة [الإنجليزية] وبعض الغرز الخاصة كغرز (بالإنجليزية: Tufting [الإنجليزية])‏.
وتستعمل أدوات أخرى لتجهيز تطريزات خاصة كشجرة ظاهرة لجعل الشكل الظاهر مريح.
من الصعب الحفاظ على مسار الغرزة التي يجب عليها الحياكة بطريقة خاصة في التصاميم الكبيرة أو المعقدة، لذلك تم تطوير أدوات عديدة لتعريف رقم خاص للصف أو الغرزة، يتضمن علامات الغرزة الدائرية وعلامات التعليق والخيوط الإضافية وعداد الصفوف.
عندما لا تراقب قطعة الحياكة قد تنزلق الغرزة من النهاية المدببة للإبرة، يُمنع ذلك عن طريق «حافظ النقط» الذي يغطي النهايات المدببة.
تؤدي الحياكة الكثيرة لمشاكل في اليد والمعصم، لذلك تم توفير قفازات مزيلة للإجهادات. يستخدم حزام خاص في حياكة جزر شيتلاند (بالإنجليزية: Shetland)‏ التقليدية لدعم نهاية الإبرة المفردة بحيث يسمح بزيادة سرعة الحياكة أكثر.
أخيرًا هناك حقائب متنوعة وحافظات لحمل القطع المحيكة، الخيوط والإبر.

## التطبيقات التجارية
تم حياكة الأسلاك المعدنية في أقمشة معدنية صناعيًا لمجموعة واسعة من الإستخدامات بما في ذلك مواد الفلاتر في الحافظات والمحولات المحفزة للسيارات والعديد من الإستخدامات الأخرى.
يتم تصنيع هذه الأقمشة على آلات الحياكة الدائرية والمعروفة من قبل العاملون في الحياكة.
وضع العديد من مصممي الأزياء نماذج هامة من الحياكة في مجموعات الأزياء الخاصة بهم، أظهرت جوردانا غلهويسن [الإنجليزية] ستة من العروض التلفزيونية في السنة بعنوان على طريق التصميم، وهي في المقام الأول مصممة حياكة، واستعمل مصممين آخرين تصمميات الحياكة كثيرًا أمثال مايكل كورز وفندي ومارك جاكوبس.
صممت مواقع خاصة للهواة مثل إستي و بيغ كارتل ورافيلري أنماط الحياكة سهلةً للبيع وبمقاسات صغيرة وبطريقة مشابهة لموقع إي باي.

## التغيطة بالخيوط للأجسام والجدران
التغطية بالخيوط على الأجسام والجدران هي عمل فني في العقد الماضي، تسمى الحياكة الفنية، وحياكة الزينة، أو التغطية بالخيط [الإنجليزية] - باستخدام قطعة القماش المحيك أو ملابس الكروشيه للتعديل والتجميل في المناطق المحيطة بالجسم (عادًة في القسم الخارجي) وظهرت في الولايات المتحدة وانتشرت في جميع أنحاء العالم. ماجدة الصايغ لها الفضل في بدء هذه الحركة في الولايات المتحدة وتغطية المدينة بمجموعة بارزة من الحياكات عن طريق حائكوا الكتابات في المملكة المتحدة. تستهدف التغطية بالخيط [الإنجليزية] أحيانًا قطع موجودة في الأماكن العامة للتجميل.
على سبيل المثال، ديف كول هو فنان النحت المعاصر الذي يمارس الحياكة كما في الرسم على الجدران بمقياس كبير لتثبيت الفن في الأماكن العامة على نطاق واسع في مهرجان الفنون الغربية الكبرى في عام 2009 ملبورن أستراليا.
الفيلم الجديد، تم تخريب العمل ليلة اكتماله. ، بقلم المخرج تسمانيا يتضمن مجموعة مصنوعة بالكامل تقريبًاً من الخيوط وكانت مستوحاة جزئيًًا من قبل «الحياكة لتغطية الجدران والأجسام».

## الصدقة بالملابس المحيكة
أصبحت حياكة الملابس لتوزيعها مجانًا على الآخرين عمل شائع بين مجموعات الحياكة.
تحوك الفتيات والنساء الجوارب والكنزات الصوفية والأوشحة والقفازات والقبعات للجنود في شبه جزيرة القرم وفي الحرب الأهلية الأمريكية وحروب بوير (بالإنجليزية: Boer)‏ ، استمر هذا النشاط في الحرب العالمية الأولى والحرب العالمية الثانية والحرب الكورية واستمرت الحياكة للجنود في العراق وأفغانستان.
تقدم شركات الخيوط في المشاريع التاريخية النماذج المجانية لمختلف فروع خدمات القوات المسلحة، في كثير من الأحيان توزع من قبل فروع الصليب الأحمر الأمريكي.
المشاريع الحديثة أدخلت حياكة القبعات وبطانات الخوذ، يجب أن تكون البطانات المقدمة للجنود 100٪ من الصوف الممشط وأن تصنع باستخدام ألوان معينة .
تصنع الملابس والبطانيات في كثير من الأحيان للأطفال وكبار السن ، والبلدان المتأخرة إقتصاديا.
شالات الصلاة أو الشالات التي تدعو إلى التأمل أو التي تحوي عبارات الصلوات بقصد غرس الطمأنينة في قلوب متلقي هذه الشالات والتبرع بها للذين يعانون من الحرمان أو الضغط النفسي .
يقدم الحائكون والمتبرعون «قبعات للمعالجين بالأدوية الكيمياوية» قبعات ناعمة لمرضى السرطان الذين يفقدون شعرهم خلال العلاج الكيميائي، شركات الغزل تقدم نماذج مجانية من هذه القبعات.
يحيك المتطوعون بلوزات البطريق لإعادة تأهيل طيور البطريق الملوثة بالتعرض لبقع النفط. المشروع اكتمل الآن.
تحاك بلوزات الدجاج أيضاً لمساعدة الدجاج المريض الذي فقد ريشه. لا يتم حالياً قبول التبرعات في المنظمة، ولكن يُحافظ على قائمة المتطوعين.
بدأت المنظمة أصلًا بعد حادثة تسونامي الأندونيسية عام 2004، منظمة حائكون بلا حدود هي التحدي الخيري الصادر عن شخصية الحياكة ستيفاني بيرل مكفي [الإنجليزية] التي تشجع الحائكون للتبرع لمنظمة أطباء بلا حدود بدلاً من الحياكة للأعمال الخيرية، وتشجع الحائكون على التبرع بأسبوع من الدخل عوضًا عن صرفه، بما في ذلك الأموال التي تنفق على الخيوط. وتقدم عناصر الحياكة في بعض الأحيان كجوائز للجهات المانحة. ساهمت الجهات المانحة إعتبارًا من سبتمبر 2011 حائكون بدون حدود ب CAD 1062217 $.
وتنجز بطانيات الحماية والإنقاذ من خلال تنظيم مشروع لينوس الذي يساعد الأطفال المحتاجين.
هناك عديد من المنظمات التي تساعد البلدان الأخرى المحتاجة كالأفغان للأفغان . يوصف هذا التواصل، «الأفغان للأفغان بأنه مشروع إنساني وتعليمي شعب إلى شعب الذي يرسل الحياكات اليدوية وبطانيات الكروشيه والبلوزات والسترات والقبعات والقفازات والجوارب للشعب المحاصر في أفغانستان.» 

## الفوائد الصحية للحياكة
لقد أظهرت الدراسات أن الحياكة مع غيرها من أشكال التطريز، توفر العديد من الفوائد الصحية الهامة، وقد وجدت هذه الدراسات أن أعمال الحياكة الإعتيادية والمتكررة يمكن أن «تساعد في منع الإجهاد والألم والإكتئاب، والذي يقوي بدوره نظام المناعة في الجسم ضد الأعراض النفسية», وكذلك تعطي الإسترخاء للجسم والذي يمكن أن يقلل من الضغط، ومعدل ضربات القلب، وتساعد على منع المرض، ويكون لها تأثير مهدئ.
وقد وجد أخصائيي الألم أن كيمياء المخ تتغير عندما يقوم الشخص بالحوك، مما يؤدي إلى زيادة هرمونات (السيروتونين والدوبامين) «أشعر أنني بحالة جيدة»، وإنخفاض في هرمونات الضغط .
وقد تم ربط الحياكة، إلى جانب الأنشطة الترفيهية الأخرى للحد من خطر الإصابة بمرض الزهايمر والخرف، تجعل النشاطات البدنية وممارسة النشاطات الذهنية التي تدعم الجسم، الدماغ البشري أكثر مرونة.

## مزيد من القراءة
- Hiatt, June Hemmons. (2012). The principles of knitting: Methods and techniques of hand knitting. Simon & Schuster, New York.
- "Knitting". The Columbia Electronic Encyclopedia, Sixth Edition. Columbia University Press. 2003. {{استشهاد بموسوعة}}: الوسيط |تاريخ الوصول بحاجة لـ |مسار= (مساعدة)
- Rutt, Richard (2003). A History of Hand Knitting. Interweave Press, Loveland, CO. (Reprint Edition ISBN)
- Spencer، David J. (1989). Knitting Technology: a Comprehensive Handbook and Practical Guide. Lancaster: Woodhead Publishing. {{استشهاد بكتاب}}: الوسيط غير المعروف |الرقم المعياري= تم تجاهله يقترح استخدام |ردمك= (مساعدة)
- Debbie Stoller [الإنجليزية]. (2004) Stitch 'n Bitch: The Knitter's Handbook. Workman Publishing Company
- Thomas, Mary. (1938). Mary Thomas's Knitting Book. Dover Publications. New York. (1972 Reprint Edition ISBN)
- Elizabeth Zimmermann [الإنجليزية]. (1972). Knitting Without Tears. Simon & Schuster, New York. (Reprint Edition ISBN
- Gschwandtner, Sabrina  [لغات أخرى]‏. (2007). KnitKnit: Profiles and Projects from Knitting's New Wave. Stewart, Tabori and Chang, New York.
- Patel, Aneeta. (2008) Knitty Gritty - Knitting for the Absolute Beginner. A&C Black
- Zimmermann, Elizabeth. (1981)"Elizabeth Zimmermann's Knitter's Almanac". Dover Publications
- Isaacson, Steve. (2013). Carol Milne Knitted Glass - How Does She Do that? ISBN 978-1-4827-4804-8

## وصلات خارجية
- العلاقة بين وزن الخيط ونعومة الحياكة.
- تظهر مخططات التحويل الأمريكية والبريطانية، والعلاقة بين حجم الإبر والاستعمال المثالي. نسخة محفوظة 28 مايو 2010 على موقع واي باك مشين.
- حياكة.